# المرأة في مصر

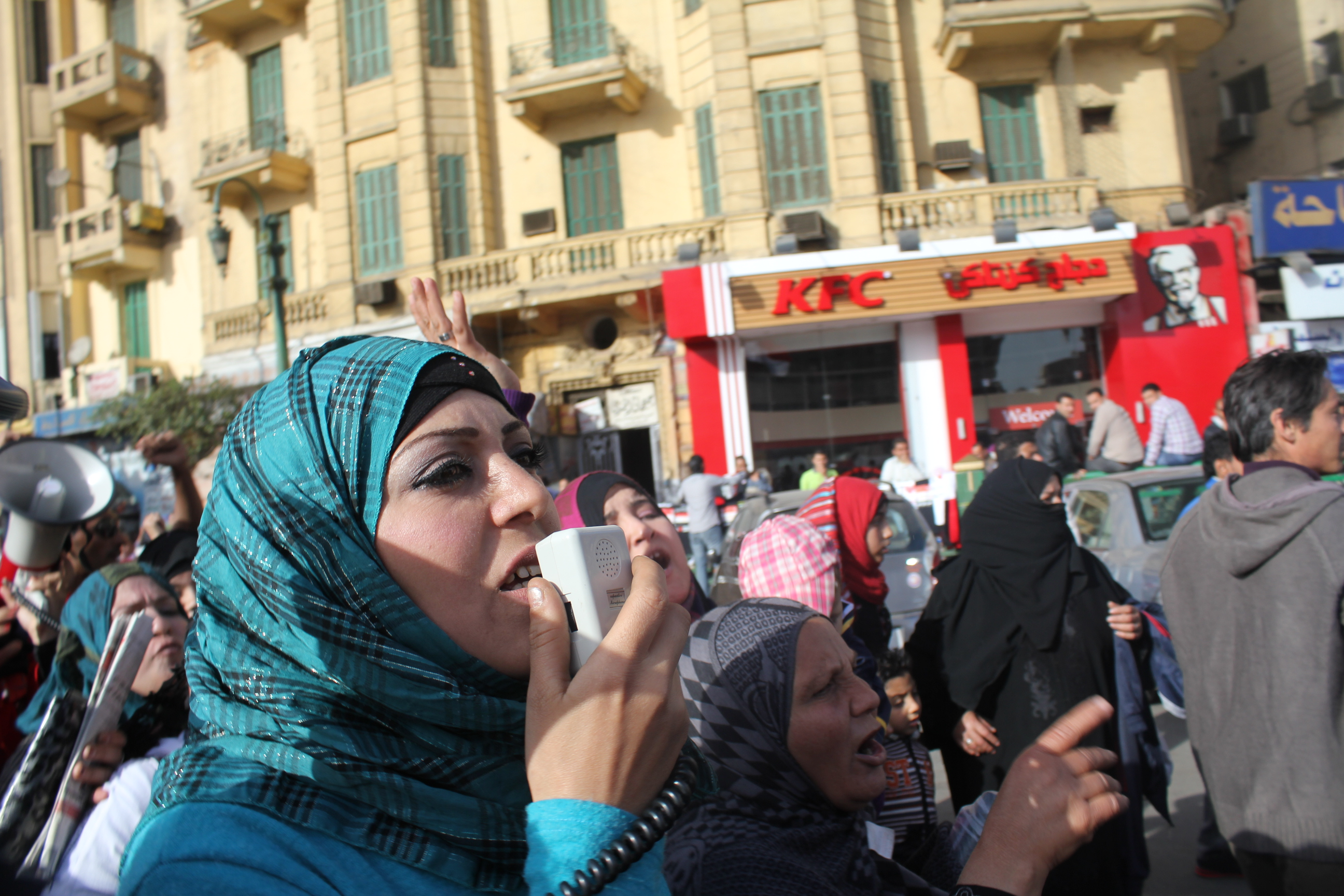
متظاهرات مصريات ضمن ثورة 25 يناير.

لطالما لعبت المرأة في مصر دورا مؤثرا في السياسة والمجتمع المصري منذ عهد الدولة الفرعونية، ولكن يظهر جليًا تدهور وضع المرأة المصرية في الآونة الأخيرة، حيث تواجه المرأة المصرية اليوم تحديات جمة واضطهاد يشمل العديد من نواحي الحياة، ففي 2012 أعلنت
منظمة الأمم المتحدة للطفولة (اليونيسيف) أن 92% من الفتيات والسيدات المصريات في الفترة العمرية ما بين 15-45 عام قد تعرضن لعملية تشويه الأعضاء الجنسية الأنثوية (الختان). وذلك بالإضافة لمعاناة المرأة المصرية من التحرش والاغتصاب والزواج القسري والعنف المنزلي والقوانين التي تميز بين الجنسين، وزيادة معدلات الإتجار بالنساء. وأظهرت نتائج دراسة أجرتها مؤسسة "تومسون رويترز" أن مصر أسوأ مكان بالعالم العربي يمكن أن تعيش فيه المرأة، وذلك عكس كل الآمال في أن تكون المرأة من أكبر المستفيدين من الربيع العربي الممثل في مصر بثورة 25 يناير، إلا أنها كانت من أكبر الخاسرين بعد اندلاع الصراعات وانعدام الاستقرار وموجات النزوح وظهور جماعات متطرفة في أجزاء كثيرة بالمنطقة.

## تاريخيًا

### الدولة الفرعونية
بالإضافة إلى دور المرأة في رعاية الزوج والأبناء، عملت العديد من النساء المصريات في مختلف المهن. فقد عملت النساء مع أزواجهن في زراعة الحقل أو جني المحصول، بينما عملت أخريات كبائعات في الأسواق وهن يحملن أطفالهن معهن. كما عملن كموسيقيات ومغنيات وراقصات كما يظهر ذلك في النقوش الفرعونية الشهيرة. واستعانت نساء الطبقات العليا من المجتمع بنساء أخريات ليعملن في المنازل كخادمات حيث كن يقمن بالطهي وصنع الجعة والغسيل والتنظيف وتصفيف الشعر أيضاً كما هو مصور على العديد من التوابيت. ولقد تعلمت بعض النساء المصريات وعرفن القراءة والكتابة، وقد عملن هؤلاء النساء ككاهنات وكاتبات أو طبيبات وتعد ميرت بتاح أول امرأة طبيبة يذكر اسمها وربما تكون أول امرأة في التاريخ تعمل في مجال العلوم، وقد عاشت في عهد الأسرة المصرية الثالثة نحو 2700 قبل الميلاد ..
واستطاعت بعض النساء من ذوات الدم الملكي الوصول إلى عرش الدولة الفرعونية وتولي منصب الفرعون كما في حالة حتشبسوت التي تولت العرش من بعد زوجها تحتمس الثاني والتي حكمت مصر لمدة 20 عامًا وفي عصرها ازدهرت البلاد اقتصاديًا وسياسيًا، وتميز عهدها بقوة الجيش والبناء والرحلات التي قامت بها.
وعَبَدَ المصريين العديد من الآلهات الإناث مثل إيزيس وهي ربة القمر والأمومة لدي قدماء المصريين، وحتحور إلهة السماء، والحب، والجمال، والأمومة، والسعادة، والموسيقى، والخصوبة المجسدة في شكل سيدة تحمل قرص الشمس. وباستيت التي نحتت على هيئة القطة الوديعة. وسخمت التي نحتت كسيدة برأس لبؤة جالسة على العرش الذي تزينه علامة توحيد شمال وجنوب مصر وتمسك بيدها مفتاح الحياة.
وآمن المصريون أن المرأة في فترة الحيض تتخلص على العناصر الفاسدة، فأُعفيت المرأة من الذهاب إلى العمل في ذلك الوقت ومُنعت دخول الغرف المقدسة من المعابد. وكانت وسائل منع الحمل مصرح بها، وفي أوراق بردي مصرية تعود إلى عام 1550 قبل الميلاد يوجد أقدم دليل على إجراء عملية إجهاض اختياري.
وعندما تحمل المرأة، يصير الرحم في حماية الإلهه تينينت. وتقدم للمرأة الحامل الرعاية الطبية وتساعدها القابلات على الولادة.

### الدولة الإغريقية
بدأت الدولة الإغريقية في مصر عام 332 ق.م بدخول الإسكندر الأكبر وبناء مدينة الإسكندرية. واختلطت الحضارة اليونانية بما بقي من الحضارة المصرية الفرعونية. فكان الجزء الشرقي من الإمبراطورية اليونانية ملتزمًا بالنظام الأبوي وتبعية المرأة للرجل. أما في الجزء الغربي من الحضارة اليونانية وتحديدًا في مصر، فاستمر تعليم المرأة، وحريتها ومساواتها بالرجل في العديد من شئون الدولة. فكان للمرأة المصرية حق إدارة وتملّك وبيع الممتلكات الخاصة، والتي تضمنت العبيد والأراضي والسلع المحمولة، والموظفين، والماشية، والأموال. ويمكن لها أن تظهر كشريك في التعاقد كعقود الزواج والطلاق وتنفيذ الوصايا وتحرير العبيد والتبني. ويحق للمرأة أن تُقاضي الرجل قانونيًا. وهو ما كان مختلفًا تمامًا عن وضع المرأة اليونانية في أثينا التي كانت بحاجة دائمة لرجل يمثلها في جميع العقود القانونية والإجراءات، سواء كان هذا الرجل زوجها أو أبيها أو أخيها.
كما كان للمرأة المصرية في الحضارة اليونانية حق الحصول على ميراث من أبيها وزوجها، ففي حالة وفاة الزوج ترث الزوجة ثلثي أملاكه ويرث أبناؤهما الثلث الآخر. وفي حالة الطلاق تسترد الزوجة كل ممتلكاتها التي امتلكتها قبل الزواج ونقلتها إلى بيت الزوجية بالإضافة إلى الممتلكات المشتركة التي تم إثباتها في عقد الزواج.

### الدولة الرومانية

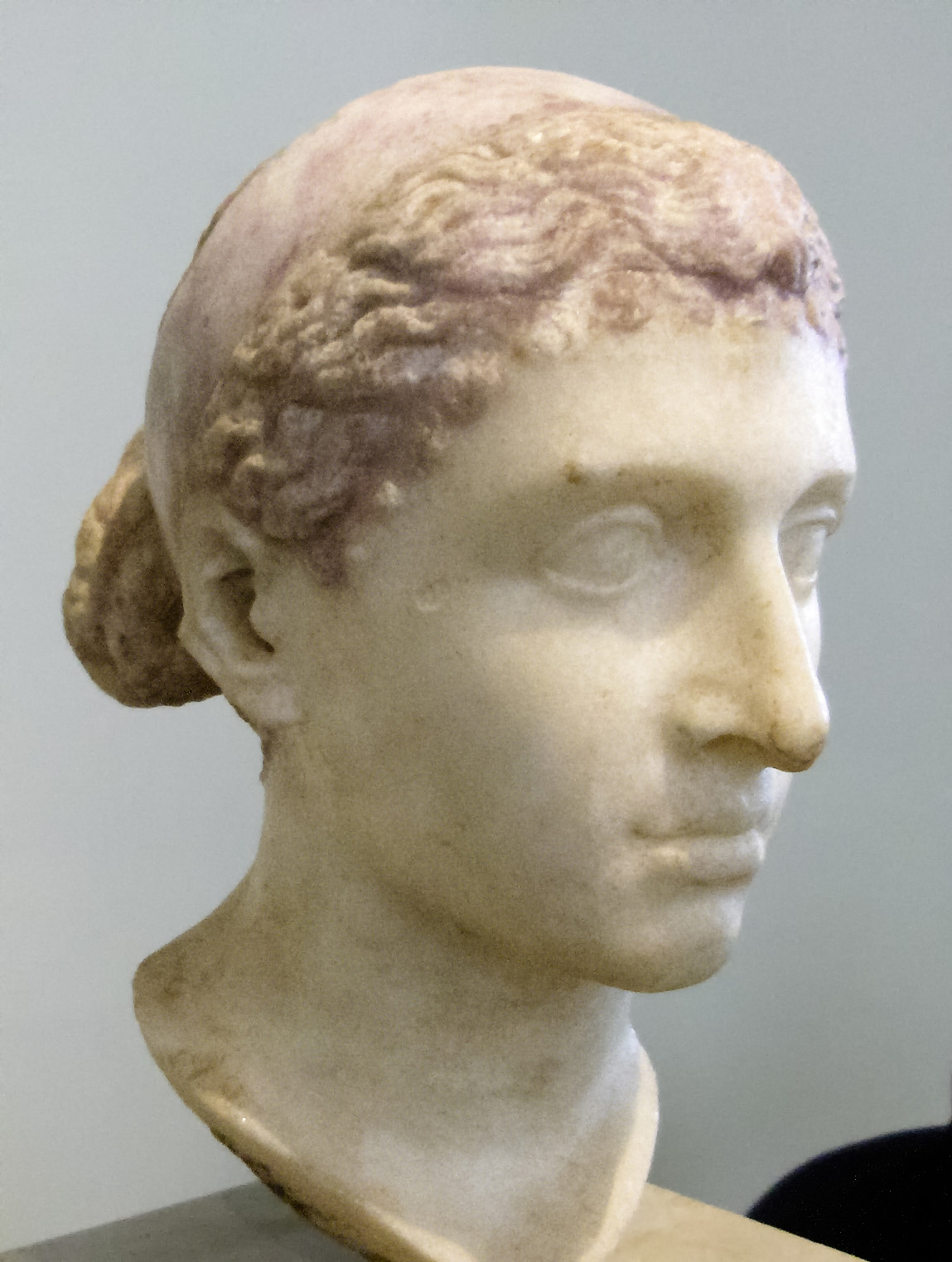
تمثال كليوباترا

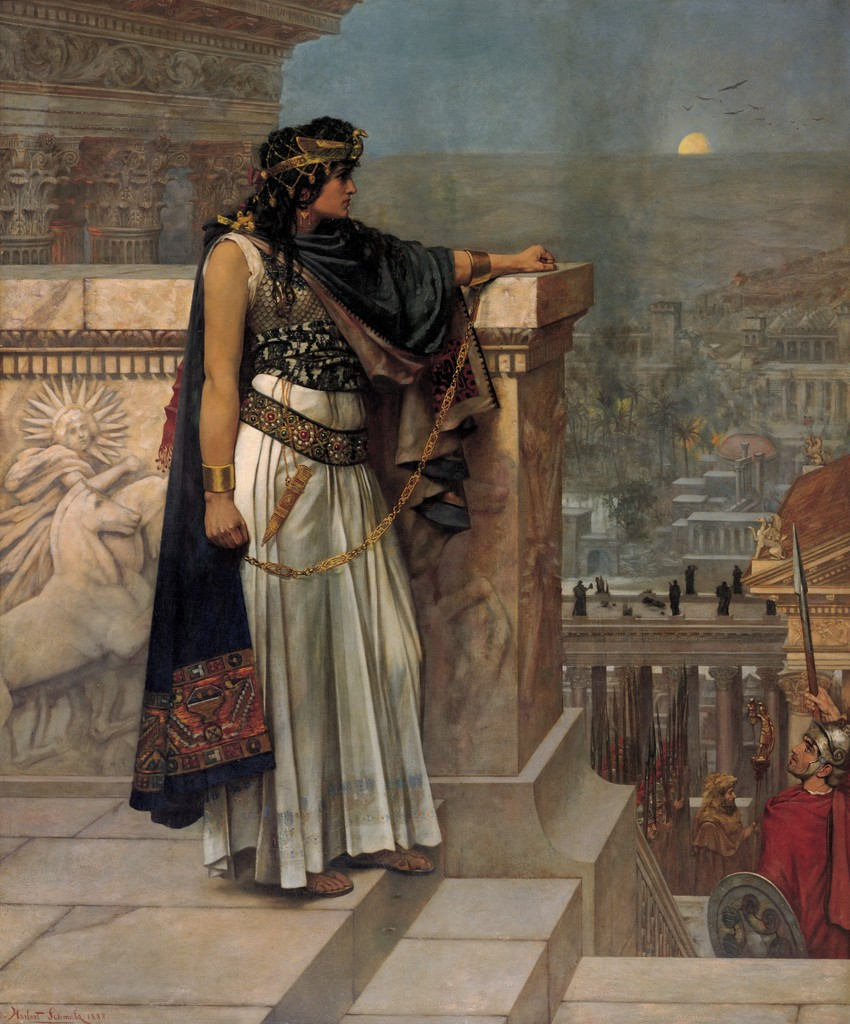
صورة تخيلية لزنوبيا

يبدأ حكم روما على مصر رسميًا مع وصول أكتافيوس (والذي سمي فيما بعد بأوغسطس) في 30 ق.م، وانتصاره في معركته ضد مارك أنتونيوس وكليوباترا التي كانت آخر حكام البطالمة. فقدم نفسه لشعب مصر خلفا للفراعنة، وقام بضم البلاد كتركته الشخصية. لم يُعرف الكثير عن نساء مصر في عهد الدولة الرومانية، فلم يكن يُسمح لهن بتلقي التعليم وتعلم الكتابة، كما لم يكتب عنهم الكثير من الكتّاب الرجال، فعلى عكس المجتمع في مصر الفرعونية، لم تُوضع المرأة في الدولة الرومانية في موضع المساواة مع الرجل أمام القانون، وكانت تخضع لسلطة الرجل، إما والدهما قبل الزواج أوزوجها.
ومع ذلك، بحلول القرن الأول الميلادي كان لدى النساء حرية أكبر بكثير لإدارة الشؤون التجارية والمالية الخاصة بهم. ولكن اختلف قدر الحرية والحقوق المتاحة لكل امرأة حسب وضعها الاجتماعي والاقتصادي، فامتلك عدد قليل من النساء مشاريعهن الخاصة، وعمل عدد ضئيل منهن كقابلات، ومصففات شعر أو كطبيبات. واشتركت الإماء في مجموعة كبيرة من الأعمال، فعملن كخادمات وعاملات في المزارع، وحتى مصارعات.
لكن مهما كان ثراء أي امرأة في عهد الدولة الرومانية، فإنها لم تملك أبدًا حق التصويت أو الترشح للمناصب، أو اعتلاء أي دور رسمي في الحياة العامة. وفي الواقع، كان لزوجات وقريبات بعض الرجال البارزين نفوذ سياسي من وراء الكواليس، وبشكل غير رسمي. وبقي الدور الرئيسي الوحيد والمعلن للمرأة في الدولة الرومانية في مصر هو البقاء في المنزل ورعاية الأبناء وغزل الملابس.
ولم تمارس النساء في الإمبراطورية الرومانية أي دور رسمي في الدين، ولم تُقبل في المناصب الدينية. وسيطر الذكور على الدين، وسُمح للرجال والنساء باعتناق ديانات جديدة ما دامت لم تهديد لسلطة الدولة.فلما انتقلت عبادة الإلهة الفرعونية المصرية إيزيس من مصر إلى روما اُعتبرت هذه الطائفة ثورية من قِبل السلطات الرومانية وقُمعت عدة مرات.
وفي واقعة تاريخية، يُذكر أن جوليا ابنة اوغسطس الحاكم الروماني كانت فتاة مرحة وحادة اللسان وذكية بشكل ملحوظ، ولكن هذا لم يمنع أبيها من نفيها خارج البلاد لبقية عمرها لتجاوزها الآداب العامة وانتشار أخبار عن معرفتها السرية لعدد من الرجال.
وبدخول الديانة المسيحية مصر، وتولي الإمبراطور دقلديانوس عرش روما اشتدت الممارسات العنصرية ضد المسيحيين في مصر والمخالفين للديانات الوثنية الرومانية، وشمل ذلك التعذيب النساء أيضًا ومن القديسات اللاتي عُذبن بسبب دخولهن لمسيحية نجد القديسة دميانة صاحبة الدر الشهير والقرية التي تحمل اسمها حتى اليوم بمحافظة الدقهلية بمصر، وصاحباتها العذاري والقديسة بربارا التي تقع كنيستها داخل أسوار حصن بابليون في مصر القديمة، وقد ورثت نساء العالم عادة التاج الذي يزين رأس العروس ساعة زفافها وكذلك دبلة الخطبة عن المرأة المصرية المسيحية.
واقتُطِعَت مصر من نسيج الإمبراطورية الرومانية عام 269 م بشكل مؤقت على يد «زنوبيا» ملكة مدينة تدمر السورية والتي طمحت من بعد وفاة زوجها لتكوين إمبراطورية مستقلة، منتهزة فرصة الضعف الذي حل بالإمبراطورية الرومانية. فأرسلت زنوبيا جيشا ضخما احتل مصر، واضطرت روما للاعتراف بالأمر لفترة وجيزة قبل أن يتمكن الإمبراطور أوريليان من هزمها وأسرها إلى روما حيث سرعان ما توفيت لأسباب غامضة.

### الدولة الإسلامية
انتهت الدولة الرومانية في مصر بالفتح الإسلامي على يد عمرو بن العاص بتوجيه من عمر بن الخطاب عام 641 م. وظلت مصر أرض تقطنها أغلبية مسيحية، على الرغم من أن تدفق المهاجرين العرب والتحول التدريجي للمصريين من الديانة المسيحية إلى الإسلام. فتحولت مصر إلى بلاد تقطنها أغلبية مسلمة قبل نهاية القرن الرابع عشر.

#### الدولة الفاطمية
لمَّا تمَّ للفاطميين فتح مصر سنة 969م، أسسوا مدينة القاهرة، وجعلوها عاصمتهم، وبقيت كذلك حتّى انهيارها. وأنشأوا بداخلها الجامع الأزهر نسبة إلى فاطمة الزهراء ابنة محمد رسول الإسلام.
وتمتعت السيدات اللواتي ينتمين للأسرة الفاطمية بمكانة مرموقة في المجتمع خلال العصر الفاطمي سواء كن أمهات، أو شقيقات، أو زوجات للخلفاء، ومارسن دوراً مهماً في الحياة العامة، وترك بعضهن بصمات واضحة في تطور الأحداث في عصرهن. فتظهر السيدة تغريد زوجة الخليفة المعز لدين الله ووالدة الخليفة العزيز باالله التي تنسب لها بعض المآثر العمرانية منها منازل العز في القاهرة سنة 976م، وجامع وحمام القرافة الذي كان من أحسن منتزهات مدينة القاهرة.
وأيضًا السيدة العزيزية زوجة الخليفة العزيز والتي كان لها تأثيرًا كبيرًا في سياسة التسامح التي انتهجها زوجها تجاه المسيحيين وإشراكهم في إدارة الدولة ومشاركتهم احتفالاتهم وأعيادهم. وابنتها السيدة «ست الملك» أخت «الحاكم بأمر الله» الفاطمي أحد أبرز سيدات هذا العصر. فهي من تشير إليها أصابع الاتهام بمقتل أخيها الحاكم بأمر الله صاحب أغرب العهود التي شهدتها مصر الإسلامية، بما حفلت به من قلاقل واضطرابات، وظل هذا الأمر قرابة ربع قرن من الزمان، عم فيه الظلم والطغيان وسفك الدماء وتضارب الآراء. وفي عهده مُنعت النساء من الخروج من البيوت لمدة سبع سنوات وأبيح دم المرأة التي تخرج من منزلها، ومُنع صنع الأحذية لللنساء، وكانت هناك حالات مستثناة تُستَخرج بها تصاريح، كالخارجات لأداء فريضة الحج وغاسلات الموتى، والأرامل المحتاجات للعمل. فقامت ست الملك بعد زوال حكم الحاكم بأمر الله بتنصيب ابن أخيها ليتولي الخلافة بدلاً من أبيه، واستطاع الخليفة الصغير بوحي من عمته «ست الملك» إصلاح الأمور واسترجاع حرية النساء، وحافظت ست الملك علي توطيد أركان الدولة الفاطمية بذكاء وفطنة ودهاء واستمرت الأميرة لثلاث أعوام بعد مصرع أخيها تدبر شئون الدولة وتدير أمورها حتي وافتها المنية.
وكان للنساء من الأسر الحاكمة حق تملك القطع الذهبية والجواهر والأراضي والعبيد والجواري. وامتلك ملوك الدولة الفاطمية أعدادًا ضخمة من الجواري، عاشروهن وأنجبوا منهن الأمراء والأميرات. وشاع أيضًا الزواج السياسي، فزُوِجَت العديد من أميرات الدولة الفاطمية لأمراء الدول المجاورة لدعم العلاقات السياسية.

#### الدولة الأيوبية
الدولة الأيوبية هي دولة إسلامية نشأت في مصر عام 1174 م، وامتدت لتشمل الشام والحجاز واليمن والنوبة وبعض أجزاء المغرب العربي. ويبرز جليًا اسم السيدة شجر الدر جارية وزوجة الصالح أيوب سابع سلاطين الدولة الأيوبية. والتي تولت عرش مصر لمدة ثمانين يوماً بعد وفاة زوجها السلطان الصالح أيوب .. وقد لعبت دوراً تاريخياً هاماً أثناء الحملة الصليبية السابعة على مصر وخلال معركة المنصورة. ثم شاركت في اغتيال ابن زوجها توران شاه لإبعاده عن الحكم وبسبب رفض الخلافة العباسية لحكم مصر من قِبَل امرأة تنازلت شجر الدر عن العرش لزوجها عز الدين أيبك سنة 1250م ثم شاركت في اغتياله بعد أن تزوج زوجة غيرها وحاول الإنفراد بالحكم، فقُتِلت شجر الدر على يد زوجته الثانية. وانتهى حكمهما المشترك الذي دام 7 سنوات قاما فيه بتأسيس الدولة المملوكية من بعدهما .

#### الدولة المملوكية
ولدت الدولة المملوكية في مصر عام 1250 م من رحم الدولة الأيوبية، حيث زرع بذرتها الملك الصالح أيوب دون أن يقصد باستجلابه المماليك بوفرة وعتقهم وتربيتهم تربية عسكرية مميزة، واستمرت الدولة المملوكية قرابة قرنين. وتمتعت بعض النساء بقدر أوفر من الحرية فاشتغلت بعض النساء بالفقه، والحديث، وتحفيظ القرآن، وكانت هذه الأوضاع حديثة العهد على المرأة، كما حرصت القادرات من النساء على الذهاب للمجالس العلمية وحضور دروس الدين. كما أتجه بعضهن إلى التصوف وارتداء الخرقة وزهد الحياة الدنيا.وظهر احترام عامة الشعب المصرى لنسائهم، وخير شاهد على ذلك تلك الألقاب العديدة التي أطلقها الناس على نسائهم وبناتهم مثل: ست الخلق، وست الناس، وست الكل، وست الستات، إلى غير ذلك من الألقاب من باب الفخر والتزكية والثناء والتعظيم. وفُتحت الأسواق والحمامات العامة أمام النساء وغيرها من أماكن اللهو والفرجة حيث اختلطت النساء بالرجال، الأمر الذي أثار الفقهاء ورجال الدين، فنادوا بمنع خروج النساء، ولذلك حاول بعض السلاطين منع النساء من الخروج إلى الطرقات، أو الذهاب إلى المقابر، ومواضع النزهة.
وعلى الجانب الآخر، انتشرت بيوت الدعارة وممارسة البغاء، ومُنحت العاملات بالدعارة الترخيص اللازم وأُجبرن على دفع الضرائب، ووجدت المغنيات المشهورات في مجالس الطرب والسمع (الذكورية) فلم يَرِد مثلاً أن المرأة كانت تخرج إلى مجالس الطرب لسماع الغناء مثلها مثل الرجل، وهذا يُبيِّن أستغلال المرأة بما يعود بالنفع على الرجل ومتعته الشخصية. وقد سار الأمراء وعامة الأهالي على نهج السلاطين في الإكثار من شراء الجواري، كل حسب سعته، للاستنفاع بها جنسيًا وللغناء والطرب. حتى أصبح من الأشياء المألوفة في عصر المماليك أن يكون لكل أمير جوقة مغان كاملة من الجواري. وتعرضت الجوارى للأذى والامتهان نتيجة لوضعهن الاجتماعي واعتبارهن سلعة لصاحبها مطلق التصرف فيها.
وظهرت وظيفة الخطابة والمحلل. فالخاطبة هي من تعرف كل حرة وعاهرة، وتتظاهر الخاطبة ببيع لوازم النساء. وجرت العادة أنه إذا رضي الراغب في الزواج بالمعلومات التي قدمتها له الخاطبة، فإنه يرسلها من جديد إلى عائلة الفتاة لتبلغهم برغبته في الزواج بابنتهم. والراجح أن الفتاة في العصر المملوكي لم يكن لها أي رأي في اختيار زوجها، بل ظل الرأي الأول والأخير لوالدها، وربما شاركته في ذلك أمها.
وكان «المحلل» في العصر المملوكى بمثابة وظيفة يتفرغ لها بعض الرجال، يقفون على أبواب الشهود أو مكاتبهم في الشوارع، فيأتي الذي طلق زوجته ثلاثًا إلى مكتب الشاهد ومعه طليقته، فيدله الشاهد على أحد الرجال الواقفين ببابه ليكون المحلل، فيتفق المطلق مع المحلل على الأجرة ويدفعها له ثم يُعقدقرآن المطلقة على المحلل، ويأخذ المحلل المرأة إلى خلوة قد أعدت خصيصًا لهذا الغرض، ويجلس في انتظارهما الزوج السابق وولى الأمر وبقية الشهود. وبعد إتمام اللقاء يشهد المحلل والزوجة باللقاء الذي حدث بينهما، ويقوم المحلل بطلاقها، وتعود إلى البيت تنتظر انتهاء العدة ليعيدها الزوج السابق. وذلك تطبيقًا لقواعد الدين الإسلامي فيما يخص رد المطلقة بعد عدد معين من مرات الطلاق.

#### الدولة العثمانية
خضعت مصر لحكم الدولة العثمانية عام 1517 حتى عام 1805 م، وتخلل ذلك الاحتلال الفرنسي من 1798 حتى 1801 م . وسيطرت النساء على مقاليد الأمور في الدولة العثمانية وكان ذلك بسبب الإسراف في تعدد الزوجات وحيازة الجواري. وقد ترتب على كثره عدد النساء وتنوعهم في البلاط العثماني كلاً من التفكك الإجتماعى نتيجة تعدد أمهات الأولاد وزرع بذور الغيرة والتنافس بين الأخوة غير الأشقاء مما أدى إلى كثره المؤامرات، وخضوع الجهاز الإداري للنساء، فأصبح حكم النساء هو المحرك الأول للتعينات والتنقلات في الجهاز الإدارى للدولة. فكان شرط الحصول على وظيفة كبيرة رضا ووساطة المراة. وامتدت نفوذ حريم السلطان إلى الديوان الرئيسي ودواوين الولايات.
و في مصر كانت مصطلحات مثل «باب الحريم» و«مساكن الحريم» هي الشائعة في الاستخدام، في القرن الـ18 م، فيما يخص قصور الأمراء وبيوت الطبقة المتوسطة. وكانت عبارة «الحريم العالي» هي المستخدمة لوصف المكان المخصص لسكنى حريم محمد علي باشا. ولم يكن يسمح لأية سيدة – ابتداء من زوجات السلطان حتى الخادمات بالخروج من القصر إلا في حالات نادرة، حين كان السلطان يصطحب بعضهن في زيارة لأحد القصور الصيفية الأخرى، وكان على الحريم الحصول على إذن خاص من السلطان، حتى ولو كان الأمر خاصًا بالنزهة في حدائق القصر، وفي مثل هذه النزهات كانت تتخذ احتياطات شديدة لمنع أي شخص غير مرغوب فيه من النظر إليهن. وكان يحيط بسرايا الحريم الأسوار العالية، والجدران السميكة، مما كان يحول تمامًا دون تطلُّع أحد من الخارج إلى ما يدور بداخله، وبذلك كان الحريم السلطاني عالمًا مستقلا تمامًا عما يدور خارجه.
أما بالنسبة لنساء عامة الشعب فلم يكد يطرأ على الأخلاق أي تغيير من قرن إلى قرن. فتزوج كثير من البنات في أعمار صغيرة، وعُدّ بقاء الفتاة بغير زواج إلى السادسة عشرة عاراً. وأبيح للزوج الذي تخونه زوجته أن يقتل هذه الزوجة ويتلقى التشجيع من الرأي العام . ولكن نصت عقود الزواج على ضرورة موافقة الزوج والزوج من خلال وليّها، وأن يخصص لها زوجها قسطًا من المال كل شهر لكسوتها. وأبيح للزوجة طلب الطلاق والخُلع في محكمة الباب العالي في القاهرة متى ضربها زوجها ضرباً مبرحاً يظهر أثره على جسدها، أو نام بغير منزلها ثلاث ليال متوالية بغير ضرورة شرعية، أو سافر وتركها مدة أربعة أشهر وهي بلا نفقة، وثبت ذلك عليه أو شيء منه بطريقة شرعية. وكانت تحضر المرأة بشخصها إلى المحكمة وتبرز ما يدل على شخصيتها واسمها الثلاثي.
واستمرت إباحة البغاء، وكانت كل مدينة كبرى تخصص للبغايا حياً يمارسن فيه حرفتهن دون خوف من عقاب القانون . ووفرت الدولة عسكر مخصوص لهن من جنود الشرطة أو الأمن الداخلي يختص بملاحقة من يتأخرن منهن عن دفع الضريبة، إلى جانب توفير الحماية لهن ممن يعتدي عليهن من الزبائن أو من لا يدفع لهن مستحقاتهن، أو من تيار المتشددين دينيًا ممن حاربوا وجود الزانيات.

### الدولة الحديثة

#### حكم محمد علي باشا
استطاع محمد علي باشا أن يعتلي عرش مصر عام 1805 م بعد أن بايعه أعيان البلاد ليكون واليًا عليها مع بقاء مصر ولاية تابعة للدولة العثمانية. ووصف محمد علي نفسه بأنه «مؤسس مصر الحديثة» لما حققه لمصر من نهوض عسكري وتعليمي وصناعي وزراعي وتجاري واجتماعي. وقد أنشأ محمد على مدرسة قابلات «مولودات» بهدف توفير سيدات متعلمات يقمن على توليد سيدات الطبقات العليا من المجتمع لتجنب تعرضهم للولادة على يد القابلات غير المتعلمات أو انكشاف أجسادهن على ذكور.
وكان لمحمد علي باشا زوجات، ومستولدات (جواري ينجب منهن أطفال فقط) وظل نظام الجواري معمول به في قصور أبناء محمد علي إلى منتصف عهد الخديوي إسماعيل. واستمرت تجارة الجواري مزدهرة في وكالات بيع الرقيق مثل «وكالة الجلابة» حتى عام 1841م، عندما تقدم العديد من الأجانب بشكاوى إلى محمد علي، معترضين على حالة الجوارى والعبيد المعروضين للبيع في تلك الوكالة السيئة السمعة، فأمر محمد علي بنقل بيع الجوارى والعبيد من وكالة الجلابة إلى منطقة تقع على أطراف القاهرة، حتى لا يرى الأجانب أسواق بيع وشراء العبيد في أزقة مصر وشوارعها.

#### الخديوية المصرية

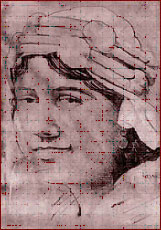
ملك حفني ناصف

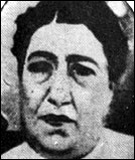
الكاتبة المصرية عائشة التيمورية

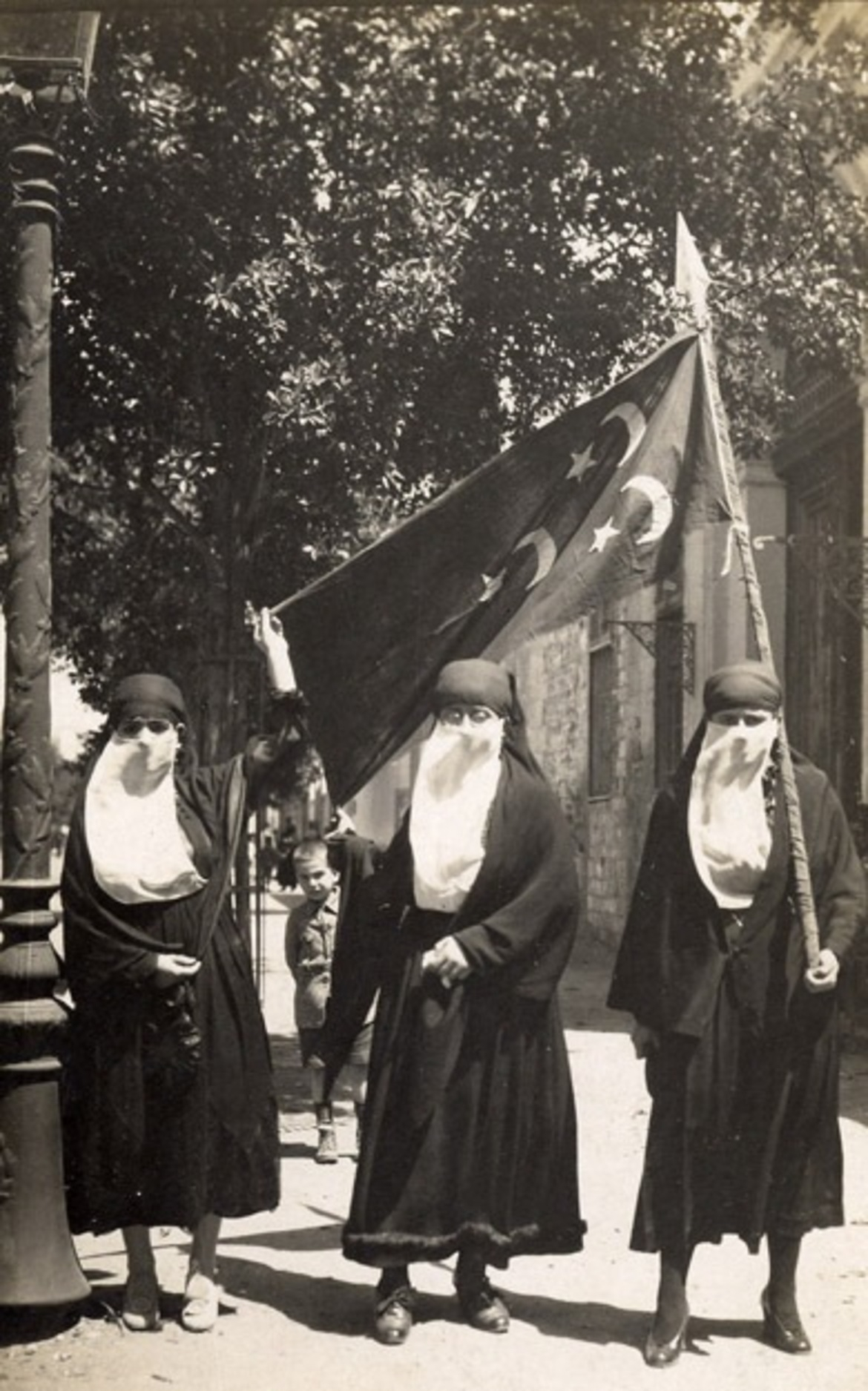
مجموعة من السيدات يُشاركن في تظاهُرات 1919

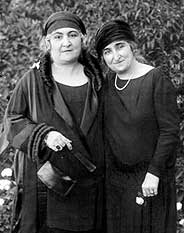
الأخت الكبرى لـسعد زغلول (اليسار) وزوجته صفية زغلول (اليمين)

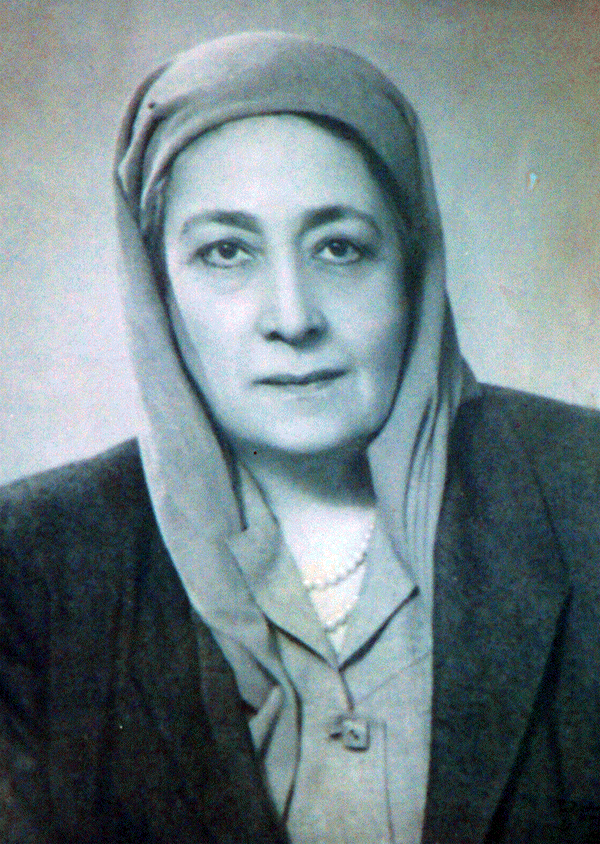
هدى شعراوي

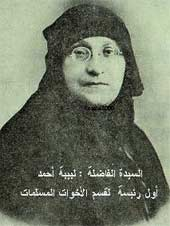
لبيبة أحمد أول رئيسة لقسم الأخوات المسلمات في جماعة الإخوان المسلمين

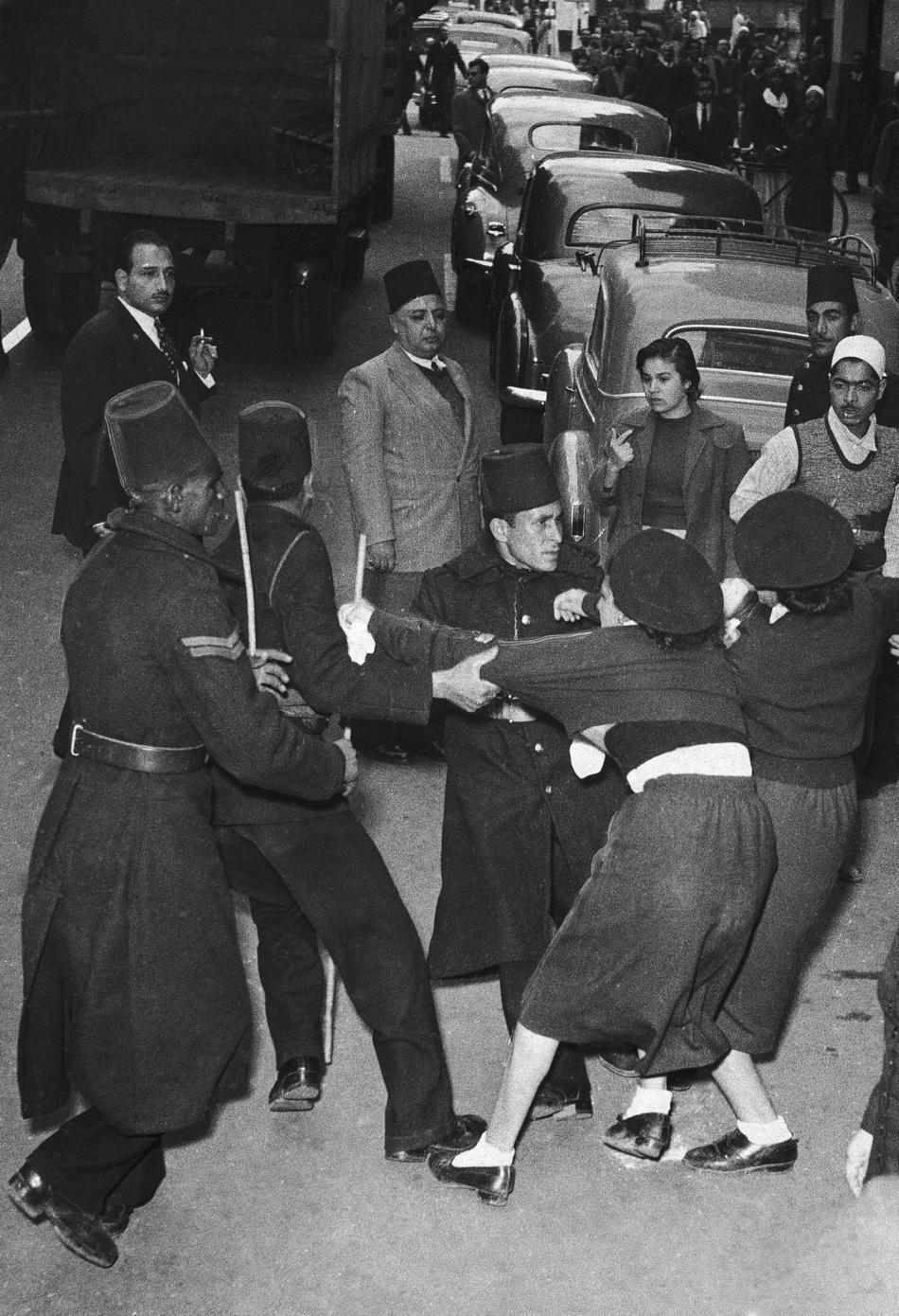
شرطة القاهرة تعنف امرأتين شاركتا في الحركة الاحتجاجية على الإنجليز، 26 يناير 1952

استمر نظام الحرملك وامتلاك الجواري ساريًا تحت حكم محمد علي وأبناؤه، حتى مجيء الخديوي إسماعيل خامس حكام مصر من الأسرة العلوية عام 1863 م. والذي اضطر إلى إلغاء نظام الرق من مصر وقضى على تجار العبيد في جنوب السودان تماشيًا مع رغبته في بناء دولة عصرية تشبه دول أوروبا. فتم تحرير جميع الجواري بالقصر الخديوي، واتخذ ملوك مصر من بعده زوجات لا محظيات ولا جواري.
وقد واجهت هذه القوانين معارضة شديدة وتعنتًا من رجال الدين والمال والأثرياء وملاك الرقيق أنفسهم في مصر، وكانوا «ينظرون إلى محاولات إبطال الرق على أنها تحديًا وتعديًا على الشريعة الإسلامية والعرف السائد!» وقد اعتقد هؤلاء أنه لا يوجد أي مبرر يدعوهم إلى التخلى عن ممتلكاتهم بهذه السهولة.
وأثناء الثورة العرابية ضد الخديوي توفيق دعا عبد الله النديم الأديب والشاعر المصري إلى إلغاء البغاء العلني، وعبر عن تعاسة الخادمات اللائى كن من الجواري وحصلن على حريتهن، حيث أصبح استخدامهن في البيوت مجرد غرض ظاهري أما الغرض الحقيقى فهو البغاء والمنفعة الجنسية.
وفي عهد الخديوي إسماعيل أيضًا صدر كتاب رفاعة الطهطاوي «المرشد الأمين في تعليم البنات والبنين» الذي نادي فيه بتعليم البنات مثل البنين وأعقب ذلك إنشاء أول مدرسة لتعليم البنات في 1872 وهي (مدرسة السيوفية) التي افتتحتها «جشم آفت» ثالث زوجاته. لتصبح ملك حفني ناصف عام 1900 أول طفلة مصرية تحصل على الشهادة الابتدائية من المدرسة السيوفية بعد تغير اسمها إلى (المدرسة السنية). كما حصلت ملك حفني على شهادة في التعليم العالي لاحقًا. ونشرت كتابها بعنوان (النسائيات) والذي دار حول تربية البنات وتوجيه النساء ومشاكل الأسرة.

#### الاحتلال البريطاني
بدأ الاحتلال الإنجليزي لمصر عام 1882، وانتهت الولاية العثمانية على مصر عام 1914 وسقطت الدولة العثمانية بأكملها تمامًا وانتهت الخلافة الإسلامية عام 1924، وخضعت مصر للحماية البريطانية وتحولت مصر من الخديوية إلى السلطانية، ومن ثم إلى الملكية. وعانت مصر آثار هزيمتها السياسية على يد الاحتلال البريطاني، إلا أنها أيضاً كانت تعيش مخاض نهضة معنوية وحركات تجديد دينية وسياسية وثقافية.
وتلقت بعض الفتيات من الطبقات الاجتماعية المثقفة والغنية بعض التعليم داخل منازل أهلهن. فتتابع ظهور الكاتبات المصريات ومنهن عائشة التيمورية التي كتبت مجموعة قصصية بعنوان «نتائج الأحوال في الأقوال والأفعال» عام 1887.
وفي عام 1899 صدر كتاب «تحرير المرأة» عن كاتبه الشهير قاسم أمين. وذلك بعد 5 سنوات من صدور كتابه «المصريون» الذي هاجم فيه المدنية الغربية وأيد حَجْب المرأة ومنع الاختلاط، ليظهر التغير الواضح في أفكاره في كتبه التالية الذي أثارت ضجةً كبيرةً وقت ظهورها بين أوساط المثقفين وعَامَّة الناس؛ نظرًا لتناوله موضوع المرأة بصورة غير مألوفة، حيث حاول قاسم أمين أن يلفت النظر إلى الأوضاع الاجتماعية والسياسية والثقافية التي تعيشها المرأة المصرية آنذاك، إذ كانت تعاني قهرًا اجتماعيًا نابعًا من العادات والتقاليد الموروثة. وكان يرى «أن تربية العقل والأخلاق تصون المرأة ولا يصونها الجهل». وقد تحدث فيه عن الحجاب السائد في ذلك الوقت والذي تضمن تغطية وجه المرأة وحبسها في البيوت، حيث صاغ أمين الأدلة الشرعية على كونه ليس من الإسلام، وقال إن الدعوة إلى التحرر ليس خروجاً عن الدين، كما تحدث عن تعدد الزوجات والطلاق، وقال أن العزلة بين المرأة والرجل لم تكن من أسس الشريعة، وأن لتعدُّد الزوجات والطلاق حدودًا يجب أن يتقيد بها الرجل، ثم دعا المرأة لأن لتخرج للمجتمع وتتعلم وتعمل وتُلِم بشئون الحياة. وقد أدى هذا الكتاب إلى زلزال حقيقي في الحياة الاجتماعية المصرية وألهم الكثير من الكاتبات والنسويات المصريات.
وقد برز اسم نبوية موسى كأول فتاة مصرية تحصل على شهادة البكالوريا وذلك عام 1907 م . وكانت أيضًا أول ناظرة مصرية لمدرسة ابتدائية عام 1909 م . وإحدى رائدات العمل الوطني وتحرير المرأة والحركات النسائية المصرية القرن الماضي. فلم تقبل أن تأخذ المرأة نصف راتب الرجل، فقررت دخول معركة البكالوريا -الشهادة الجامعية- لتتساوى مع خريجى كلية المعلمين العليا، فأنشأت الحكومة لجنة خاصة لامتحانها ونجحت في النهاية رغم كل الصعوبات. كما ألفت نبوية كتابًا مدرسيًا بعنوان «ثمرة الحياة في تعليم الفتاة» وكتابًا آخر بعنوان «المرأة والعمل»، وساهمت في تعليم الكثير من الفتيات في الفيوم والمنصورة وطالبت بتوحيد مناهج التعليم لكل من البنين والبنات، لأن المرأة كالرجل عقلًا وذكاءً، فما يصح في تنمية عقله يصح أن ينمي عقل المرأة ، واستحقت عن جدارة لقب رائدة تعليم الفتيات المصريات.
وظهرت جميلة حافظ كأول امرأة مصرية تؤسس مجلة نسائية، فأصدرت مجلة «الريحانة» عام 1907 م.
ورغم كل ما سبق من محاولات تحرير المرأة ومنع بيع الجواري داخل مصر، فإن بدايات القرن العشرين شهدت تجارة رقيق من نوع خاص من الانحلال الأخلاقي، ممثلة في قيام بعض النخاسين بخطف الفتيات القاصرات الأوربيات وبيعهن في مصر إلى القوادين والعاملين في مجال العهر والدعارة وغيرها، ويُذكر أنه تم القبض على 74 تاجرًا و843 فتاة قاصرة من الأوربيات والتركيات في عام 1913م.

#### ثورة 1919 وأعقابها
عندما قامت ثورة 1919 والتي أدت إلى استقلال مصر عن بريطانيا عام 1922 وبداية عصر المملكة المصرية، عبّرت المرأة عن موقفها الوطني وقامت أول مظاهرة نسائية ضد الاحتلال البريطاني في 16 مارس 1919. وقد تظاهرت في هذا اليوم أكثر من 300 سيدة بقيادة السيدة هدى شعراوي منددات بالاحتلال البريطاني والاستعمار. فاختير هذا اليوم يومًا رسميًا للاحتفاء بالمرأة المصرية. ومن بين من شاركن كانت هيلانة سيداروس صاحبة ال25 عامًا وذلك قبل أن يتم إرسالها إلى لندن لتستكمل دراستها وتصبح أول طبيبة في مصر والعالم العربي. وإستر فانوس المناضلة المسييحية التي كتبت بنفسها رسالة إلى رئيس الولايات المتحدة الأمريكية منددة بنفي سعد زغلول وزملائه. كما شاركت في المظاهرة عدد زوجات السياسيين المصريين، منهن صفية زغلول زوجة سعد باشا زغلول. وسقطت مجموعة من الشهيدات المصريات برصاص الاحتلال البريطاني هن : شفيقة محمد ذات الثمانية عشر عامًا ونعيمة عبد الحميد، وحميدة خليل، وفاطمة محمود، ونعمات محمد، وحميدة سليمان، ويمنى صبيح.
وفي 1920 تحول العمل السياسي للمرأة إلى طابع مؤسسي وأعلن عن تأليف (لجنة الوفد المركزية للسيدات) للمطالبة باستقلال مصر استقلالاً تامًا وشهد عام 1923 إنشاء الاتحاد النسائي المصري على يد هدى شعراوي، بهدف رفع مستوي المرأة الأدبي والاجتماعي للوصول به إلى حد يجعلها أهلاً للاشتراك مع الرجال في جميع الحقوق والواجبات، وقد طالبت بفتح أبواب التعليم العالي للفتيات وبإشراك النساء مع الرجال في حق الانتخاب، وبسن قانون يمنع تعدد الزوجات إلا للضرورة ، وأيضاً طالبت بإلغاء قانون بيت الطاعة.
ولم تكن ثورة 1919 مقدمة لخلع الحجاب الاجتماعي المفروض على المرأة والذي يلزمها منزلها دون أية فرصة في المشاركة في الحياة العامة ومصير وطنها فقط، وإنما كانت مقدمة أيضًا لتغيير شكل الحجاب كزي سائد لنساء مصر في ذلك الوقت والذي كان يقصد به تغطية الوجه بما يسمى البرقع. ففي العام 1921 وفي أثناء استقبال المصريين لسعد زغلول بعد رجوعه من المنفى، قامت هدى شعراوى بخلع غطاء وجهها علانية أمام الناس مع زميلتها سيزا نبراوي.وتسبب كفاح هدى شعراوي الجاد في جعل الآباء يقتنعون تدريجياً برفع الحجاب عن وجه المرأة المصرية. ولم يكن ذلك الموقف النضالي الوحيد لسيزا نبراوي، فقد تولت رئاسة الاتحاد النسائي المصري من بعد هدى شعراوي، وتحققت بفضل نضالها عدة مطالب منها رفع سن الزواج للفتيات ليصبح 16 عاماً.
ولم يتوقف نضال هدى شعراوي عند هذا الحد، فقد ناضلت السيدة هدي شعراوي من أجل إتاحة فرص التعليم العالي والجامعي للفتيات، فأنشأت أو مدرسة ثانوية للبنات في مصر، بعد المدرسة السنية التي كانت تقتصر علي تخريج المعلمات. كما أصدرت مجلة «المصرية» سنة 1925 بالغتين الفرنسية والعربية للتعريف بأحوال المرأة المصرية وتطورها. وفي عام 1930 م ساعدت طلعت حرب في جمع رأس المال وتبرعت بمبلغ كبير لإنشاء بنك مصر، أول بنك مصري وطني.
ولما صدر دستور 1923 دون أن يعطي المرأة حقوقها السياسية، تصاعدت الدعوة للمطالبة بحصول المرأة على هذه الحقوق، فقد علا صوت منيرة ثابت والتي كانت أول فتاة مصرية تحصل على شهادة ليسانس الحقوق وذلك عام 1924، وقُيدت أيامها في جدول المحامين أمام المحاكم المختلطة كأول محامية عربية. فكانت مقالاتها السياسية المنددة بخلو الدستور من مواد تضمن حقوق المرأة السياسية، أول صحفية نقابية وأول كاتبة سياسية وأول رئيسة تحرير لجريدة سياسية.
إلى أن تم تأسيس أول حزب سياسي للمرأة تحت اسم الحزب “النسائي المصري” عام 1942. وطالب الاتحاد النسائي المصري في عام 1947 بضرورة تعديل قانون الانتخاب بإشراك النساء مع الرجال في حق التصويت وضرورة أن يكون للمرأة جميع الحقوق السياسية وعضوية المجالس المحلية والنيابية. كما تأسس «اتحاد بنات النيل» في القاهرة برئاسة درية شفيق عام 1949. والتي قادت عام 1951 مظاهرة برفقة 1500 امرأة اقتحمت بها مقر مجلس النواب المصري (البرلمان)، بهدف دفع المجلس ورئيسه إلى النظر بجدية في قضايا ومطالب المرأة المصرية، فواجهت درية شفيق تهمة اقتحام المجلس واقفلت القضية. ولم تتحقق مطالب نساء مصر بحقوقهن السياسية إلا في أعقاب ثورة 23 يوليو.
وخلال هذه الفترة كانت قد ظهرت بعض بوادر لمشاركة المرأة في المجال الفني، فوُلِدت السينما المصرية على يد عزيزة أمير الكاتبة والمنتجة والممثلة المصرية التي أنتجت أول فيلم روائي صامت عام 1927. وكانت الفنانة بهيجة حافظ أول بطلة للشاشة في تاريخ السينما العربية عام 1930، وظهرت في فيلم زينب، كما أنها صاحبة أول اسطوانة موسيقية ظهرت في السوق عام 1926 باسم بهيجة. ولمع اسم روز اليوسف كإحدى بطلات الفرق المسرحية الشهيرة، والتي تركت المسرح وتوجهت للصحافة لتُصدر مجلتها النسائية الشهيرة حاملة اسمها عام 1925 م، جاعلة منها منبرًا لصوت الجيل النسائى الذي كانت هي إحدى رائداته. وعُرفت أيضًا الرسامة إنجى أفلاطون صاحبة كتابي «80 مليون امرأة معنا» و «نحن النساء المصريات»، والتي دخلت السجن أكثر من مرة لمواقفها السياسية.
وعلى الجانب الآخر وكرد فعل لسقوط الخلافة الإسلامية عام 1924 بقيام الجمهورية التركية بقيادة مصطفى كمال أتاتورك، نشأت في مصر جماعة الإخوان المسلمون بهدف إعادة الحكم الإسلامي لمصر والأمة الإسلامية. وأسس حسن البنا قسم «الأخوات المسلمات» وكانت أول رئيسة لهذا القسم هي لبيبة أحمد. وأنشأ أيضا معهد أمهات المؤمنين في مدينة الإسماعيلية. ومع ذلك فقد رأى البنا أن المجال العام والسياسي ليس مكان المرأة المناسب وأنه ينتقص من أنوثتها ، وأنه لا داعي لأن تتعلم المرأة العلوم واللغات والفنون ولا لأن تدرس الحقوق والقانون فمصيرها في النهاية هو للمنزل. كما كان يرى أيضًا أنه ليس من حق المرأة الترشح في الانتخابات وأن ترشحها هذا ثورة على الإسلام. وسخر البنا بشدة من عميد كلية التجارة عندما قَبِلَ بالتحاق 4 فتيات مصريات بالكلية ووجّه له نقدًا يحمل تلميحات جنسية بذيئة. وحتى اليوم فإن جماعة الإخوان المسلمون في مصر لازالت متمسكة بعدم أهلية المرأة لرئاسة الدولة ولكن لها ما دون ذلك من المناصب بما فيها رئاسة الوزراء.

#### ثورة 23 يوليو 1952
ثورة 23 يوليو هي ثورة قادها مجموعة من ضباط الجيش المصري ضد الحكم الملكي في مصر لتتحول من بعدها مصر إلى جمهورية، ويُجدد الدستور المصري.
لتعود درية شفيق لنضالها من أجل حقوق المرأة السياسية، وقادت حملة احتجاج مؤثرة ضد عدم وجود تمثيل للمرأة في اللجنة التي تولّت إعداد دستور 1954، ولم تهدأ إلا بعد أن وعدها الرئيس محمد نجيب بتحقيق مطلب منح المرأة حق التصويت والترشيح في الانتخابات في الدستور الجديد، وذلك بعد أن أضربت ورفيقاتها عن الطعام لمدة عشرة أيام. وبفَضلها مَنَح دستور 1956 المرأة المصرية لأول مرة حقوقها السياسية الكاملة. فقد كان حرمانها من حقوقها السياسية يتنافى مع قواعد الديمقراطية التي تجعل الحكم للشعب كله وليس لجزء منه فقط.
فكانت راوية عطية أول نائبة تدخل البرلمان المصري عن دائرة القاهرة عام 1957. فكان لراوية عطية عند دخولها البرلمان المصري مطالب عدة ناقشتها خلال الجلسات. فطلبت من وزير الشئون الاجتماعية تنفيذ المشروع الخاص بإنشاء مكاتب للتوجيه الأسري والاستشارات الزوجية، وذلك لحل مشكلات الأسرة الاقتصادية والاجتماعية والنفسية. بالإضافة إلى ذلك كانت راوية عطية أول امرأة تعمل كضابطة في الجيش المصري وذلك بعدما حصل العدوان الثلاثي على مصر. فقامت بتدريب 4000 امرأة على الإسعافات الأولية والتمريض لجرحى الحرب ووصلت لرتبة نقيب.
وتلا ذلك تعيين أول وزيرة للشئون الاجتماعية في مصر وهي حكمت أبو زيد عام 1962. وقد مُثلت المرأة المصرية في كافة المجالس النيابية التي أعقبت مجلس الأمة عام 1957، وتفاوتت نسبة تمثيلها صعوداً وهبوطاً ، وإن كانت بشكل عام تمثل نسبة ضئيلة لا تتناسب سواء مع حجم النساء في مصر بوصفهن نصف القوة البشرية ، ولا مع الامتداد التاريخى لمشاركة المرأة المصرية في العمل العام.

#### حرب أكتوبر 1973 وما تلاها
تحملت المرأة المصرية ويلات فقد الزوج أوالابن أوالأخ بعد نكسة 1967. فأقبلت الفتيات يتعلمن الفنون العسكرية، وبلغ عددهن 30 ألف فتاة من طالبات الجامعة والمعاهد العليا والمدارس الثانوية. وكان إعدادهن ليس من أجل الوقوف في الصفوف الأولى في الحرب ، وإنما تأهيلًا للقيام بأعمال التمريض والإسعاف ، وإعداد الطعام والإمدادات والذخائر والأسلحة ، إلى جانب تأهيلهن لتعلم كيفية إعداد معسكرات الهجرة وتنظيمها وإخلاء المدن ، ووسائل الإنقاذ.
وفي حرب 1973 ضمت سجلات التطوع في التنظيمات والهيئات النسائية آلاف الأعداد من الأسماء اللاتي أسهمن بالفعل في التطوع والمساعدة في حرب أكتوبر بشكل أو بآخر. فسجلت الأرقام الموجودة بسجلات أحد التنظيمات النسائية 13 ألف سيدة ثم تدريبهن على أعمال الإسعاف والتمريض للمساعدة في المستشفيات.
كما سُجلت حوالي تسعة آلاف سيدة متبرعة بالدم، وهذا نموذجًا واحدًا من أحد التنظيمات النسائية. بينما كانت تضم جمعيات الهلال الأحمر ألف عضوة أساسية مدربة تدريبا فنيا عاليا على أهبة الاستعداد للمساعدة والمشاركة.
ولم تسلم المرأة المصرية من الاعتقالات التي شنها نظام السادات عقب انتفاضة الخبز تحت حكم السادات عام 1977، حيث خرجت المرأة مع الرجال ضد سياسات غلاء الأسعار، ونالت ما ناله الرجال من اعتقالات جماعية.
وفي عام 2000 تم تحديث البنية الإجرائية لمنازعات الأحوال الشخصية وتخفيض تكلفة التقاضي وتيسير إجراءاته ، بالإضافة إلى إقرار حق الخلع والطلاق من الزواج العرفي. تم تعديل قانون الجنسية بالقانون رقم (154) لسنة 2004 وتحقيق المساواة الدستورية بين الأم المصرية والأب المصري في منح الجنسية المصرية لأبناء المصرية المتزوجة من أجنبي.

#### ثورة يناير 2011

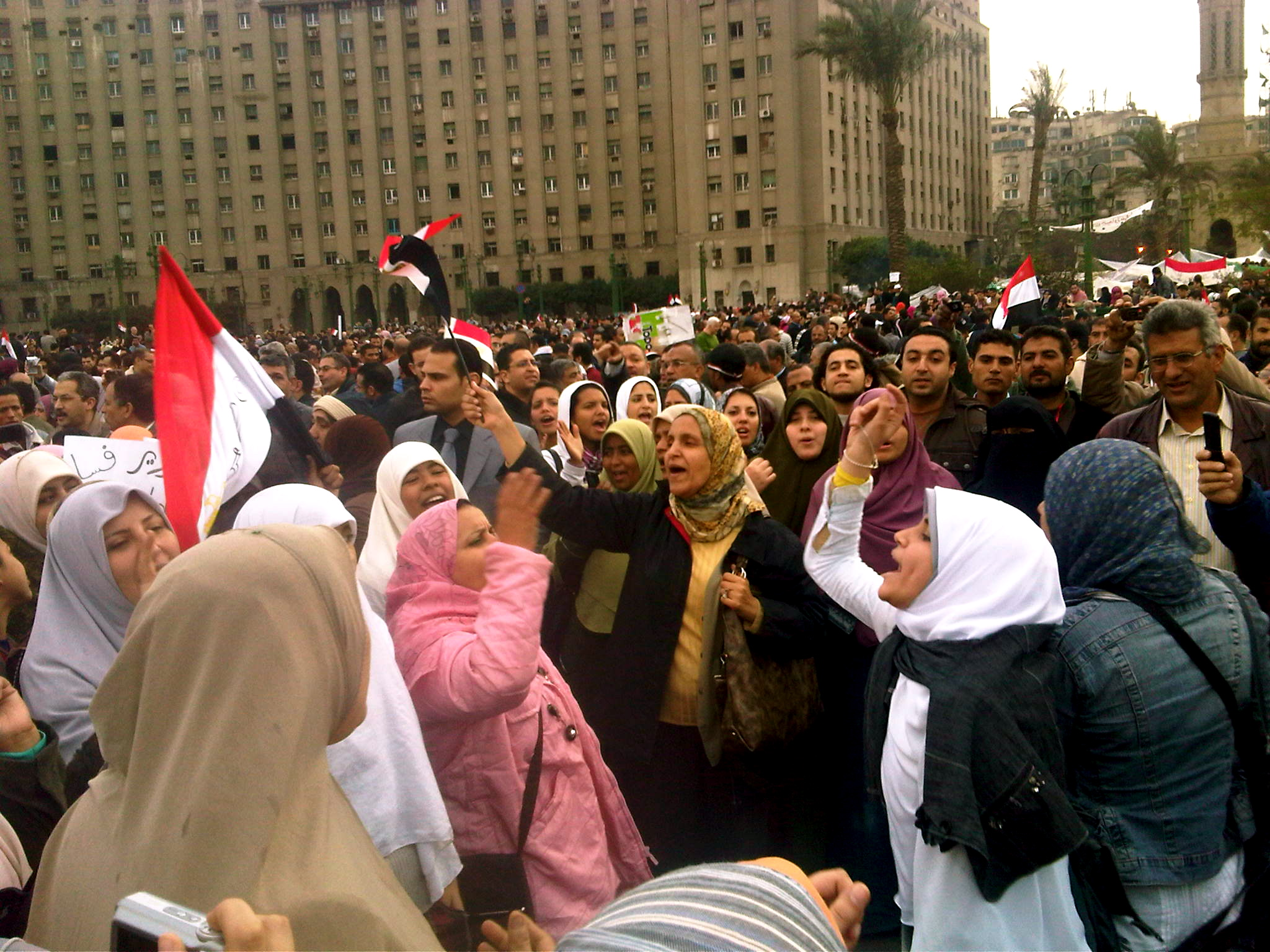
مشاركة المرأة المصرية في ثورة يناير 2011

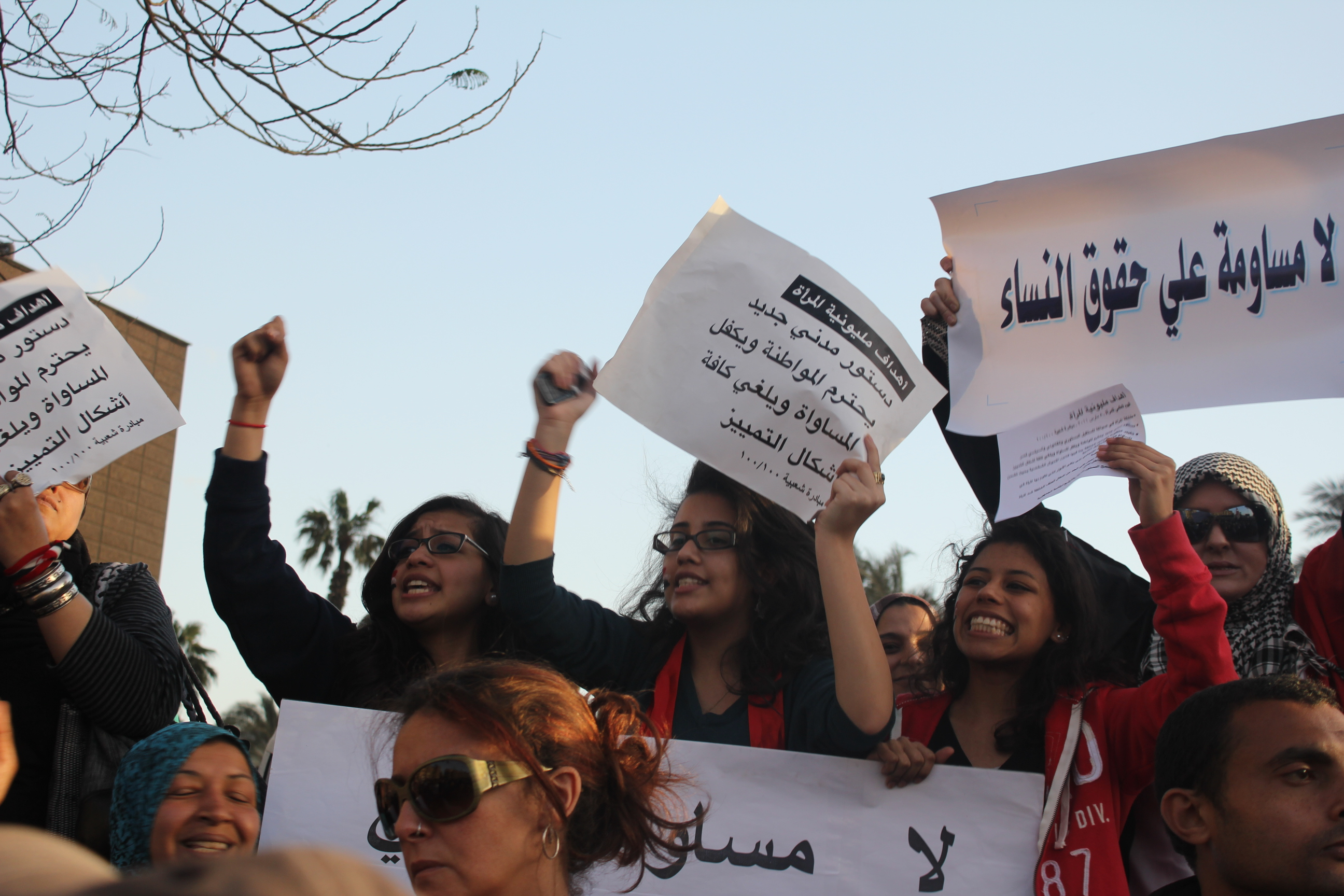
جانب من مظاهرات اليوم العالمي للمرأة 8-9 مارس 2011 والتي قام الجيش المصري بفضها بالقوة

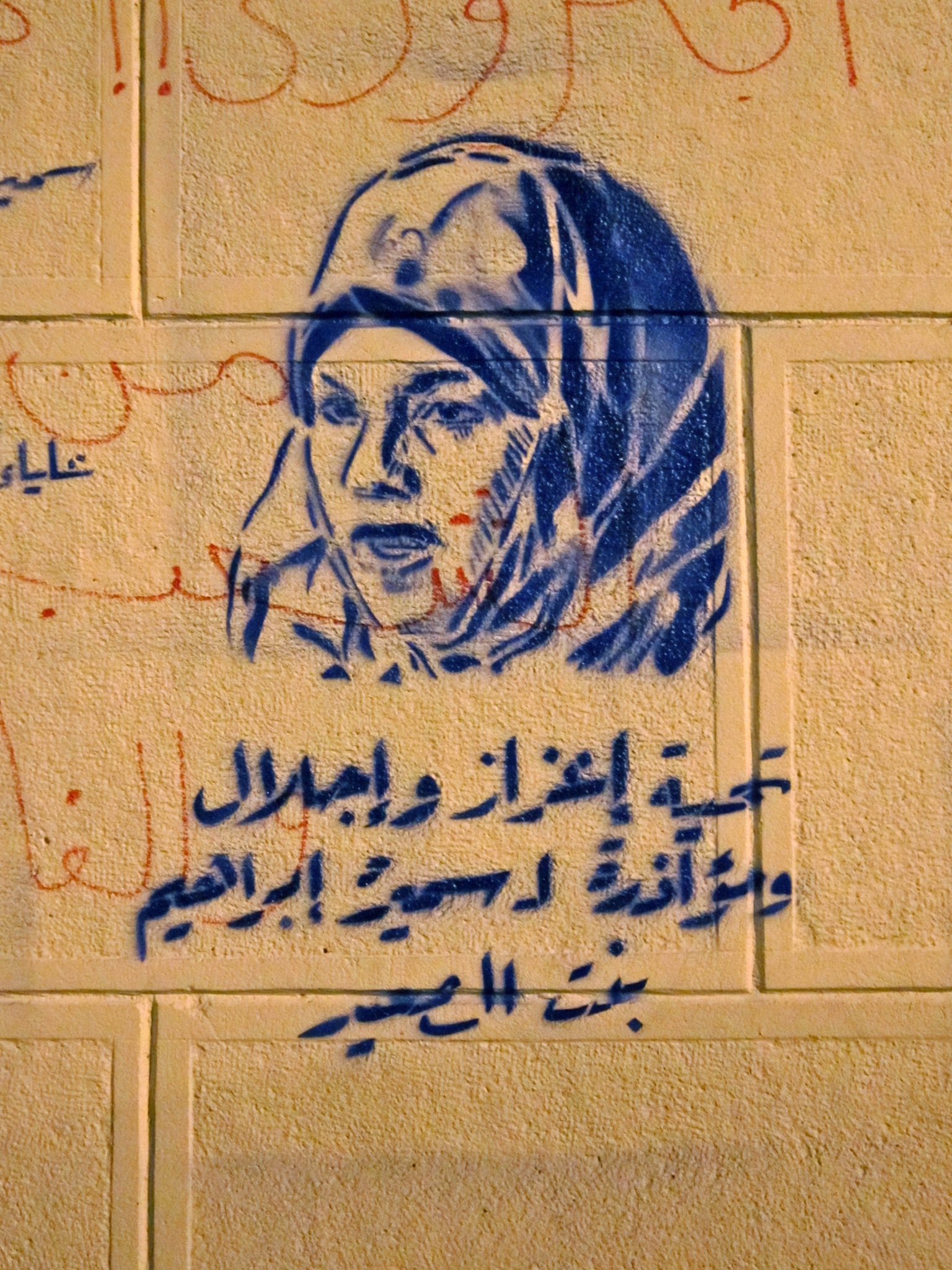
جرافيتي للناشطة سميرة إبراهيم

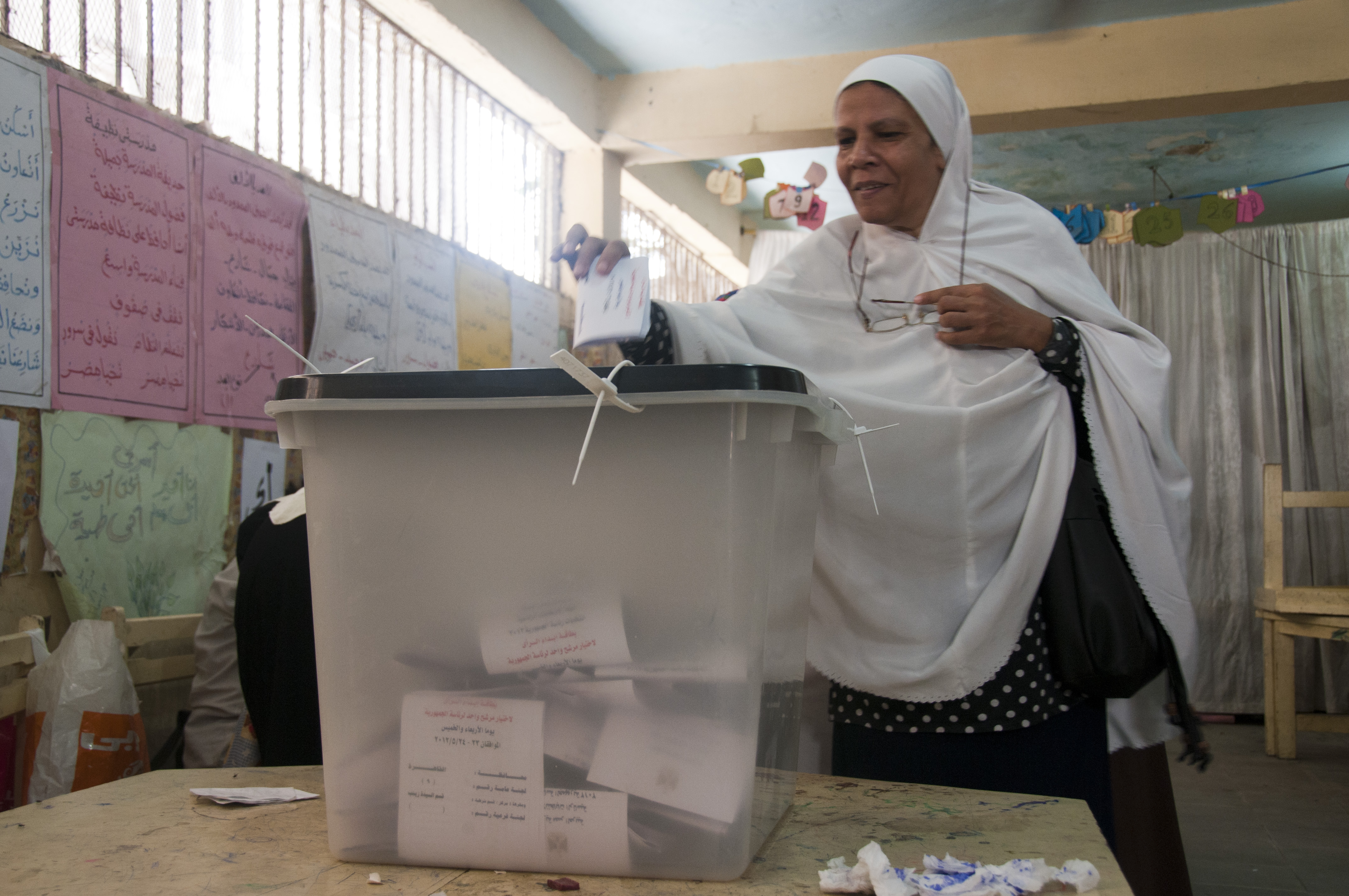
امرأة مصرية تدلي بصوتها في انتخابات الرئاسة المصرية 2012

قامت ثورة يناير 2011 ضمن حركات الربيع العربي ضد الأنظمة المستبدة في الدول العربية، وانطلقت أول مظاهرات منددة بانتهاكات وزارة الداخلية وتعذيب المواطنين داخل أقسام الشرطة وفساد حكم الرئيس محمد حسني مبارك وحاشيته يوم 25 يناير. وأدهشت المرأة المصرية العالم بدورها في ثورة يناير وما تلاها من فعاليات سياسية، وضحّت الكثيرات منهن بحياتهن وأبنائهن من أجل تحقيق تطلعات المصريين في الحرية والكرامة والعدالة الاجتماعية.
وشاركت الفتيات في الوقفات الاحتجاجية التي مهدت لهذه الثورة ولعبن دورا أساسيًا على مواقع التواصل الاجتماعى “فيس بوك، وتويتر” المحفز للثورة ومحركها الأساسي. ورغم كفاح المصريات وسقوط عدد منهن قتيلات برصاص قوات الأمن أثناء الثورة التي دامت 18 يومًا وكانت في مقدمة صفوف الثوار ومن بعدها صفوف المحتفلين بانتصار الثورة وعزل النظام الحاكم، إلا أنه سرعان ما عاد التهميش الواضح للمرأة ومطالبها. فتعرضت المسيرة النسائية التي خرجت في مارس 2011 بمناسة اليوم العالمي للمرأة لاعتداءات لفظية وتحرشات جسدية عنيفة، وكانت المسيرة قد رُفعت فيها مطالب المساواة بين المرأة والرجل، ومشاركة المرأة في صياغة الدستور، بالإضافة إلى المطالبة بوضع عقوبات رادعة للحد من أشكال العنف ضد المرأة. فاستنكرت القوى السياسية المطالب واعتبرها مطالب فئوية ليس هذا الوقت الأمثل للمطالبة به.
وفي يومي 8-9 مارس 2011 نزل عدد من النساء والرجال إلى ميدان التحرير بمناسبة اليوم العالمي للمرأة للمطالبة بالاهتمام بحقوق المرأة ضمن عملية تعديل الدستور المصري. فقامت قوات الجيش بفض التظاهرات بالقوة وتم القبض على عدد من المعتصمين من بينهم 18 فتاة تم ترحيلهم إلى السجن الحربي حيث تعرضن لإعتداءات مختلفة منها إجبار 7 منهم على الأقل على إجراء فحوص عذرية وفقا لشهادتهم التي أدلوا بها لعدد من منظمات حقوق الإنسان من بينها منظمة العفو الدولية. وقد نفى عدد من القيادات العسكرية وقوع مثل هذه الكشوف إلا أن منظمة العفو الدولية أشارت في أحد تقاريرها إلى أن اللواء عبد الفتاح السيسي (مدير المخابرات العسكرية حينها) أقر لمندوب المنظمة بتوقيع هذه الكشوف باعتبارها إجراءً روتينيًا وذلك لحماية قوات الجيش من احتمالية الادعاء عليهم بتهمة الاغتصاب.
وقد قامت إحدى الفتيات وهي (سميرة إبراهيم) الناشطة في مجموعة لا للمحاكمات العسكرية برفع دعوى أمام القضاء الإدارى لوقف إجراء مثل هذه الفحوص مستقبلاً، وقد تم الحكم في القضية بمنع إجراء كشوف العذرية على الفتيات مستقبلاً في أماكن الاحتجاز الخاضعة للقوات المسلحة.
وفي نوفمبر 2011 خلال أحداث محمد محمود تعرضت مجموعة من الناشطات للضرب والسحل على أيدى قوات الأمن، من بينهن الناشطة والصحفية منى الطحاوي التي تعرضت للسحل والتحرش الجنسي وهو ما أدى إلى كسور في ذراعيها، وتم احتجازها داخل وزارة الداخلية 12 ساعة دون تقديم الرعاية الطبية لها ثم تم تسليمها للمخابرات العسكرية.
وفي ديسمبر 2012 وقعت جريمة «ست البنات» التي تم فيها سحل إحدى المتظاهرات والاعتداء عليها وتعريتها من قِبل قوات الجيش المصري والتي تداولت صورتها عبر جميع الوسائط الإعلامية. وعلى إثر هذه الاعتداءات خرجت مسيرة ضخمة من النساء لرفض انتهاكات المجلس العسكري الحاكم للبلاد في ذلك الوقت، والمطالبة بإجراء تحقيق فيما حدث.
واستمر التحرش الجنسي المنهجي بالنساء والفتيات في الأماكن العامة دون أية محاولات جادة من الحكومة للتدخل ووقف هذه الممارسات أو ردع مرتكبيها. ولم تتم إحالة أية قضية تحرش بالمتظاهرات إلى المحكمة في عام 2012 وذلك طبقًا لتقرير منظمة هيومن رايتس ووتش.
وفي نفس العام جاءت مصر في المرتبة 130 من بين 134 دولة من حيث الفرص والمشاركة الاقتصادية للمرأة، ووصلت نسبة البطالة بين النساء أربعة أضعاف الرجال. وشهد عام 2012 وحده أكثر من 50 مسيرة ووقفة احتجاجية نسوية.

#### رئاسة محمد مرسي
جاء محمد مرسي بعد ثورة 25 يناير كأول رئيس مدني منتخب لمصر. وتم إعلان فوزه في 24 يونيو 2012 بنسبة 51.73 % من أصوات الناخبين المشاركين وتولى منصب رئيس الجمهورية رسميا في 30 يونيو 2012 بعد أداء اليمين الجمهوري. وفي البداية فقد ضَعُفَ تمثيل المرأة في الفريق الرئاسي، والذي اقتصر على ثلاث سيدات فقط، وهن باكينام الشرقاوي، والكاتبة الصحافية سكينة فؤاد وأميمة كامل السلاموني القيادية بحزب الحرية والعدالة قبل أن تستقيل سكينة فؤاد، ويتقلص العدد لاثنتين فقط، وأتبع ذلك قصر التمثيل الوزاري للمرأة منذ تسلم مرسي للحكم على وزيرتين فقط ، وغيابها كلياً عن شغل منصب محافظ، وإقصاءها من عضوية المحكمة الدستورية العليا بعد استبعاد المستشارة تهاني الجبالي  والتي كانت أول امرأة مصرية تتولى مهنة القضاء في الحقبة المعاصرة، وما زالت المرأة المصرية التي احتلت المنصب القضائي الأعلى في تاريخ مصر.

#### رئاسة عبد الفتاح السيسي

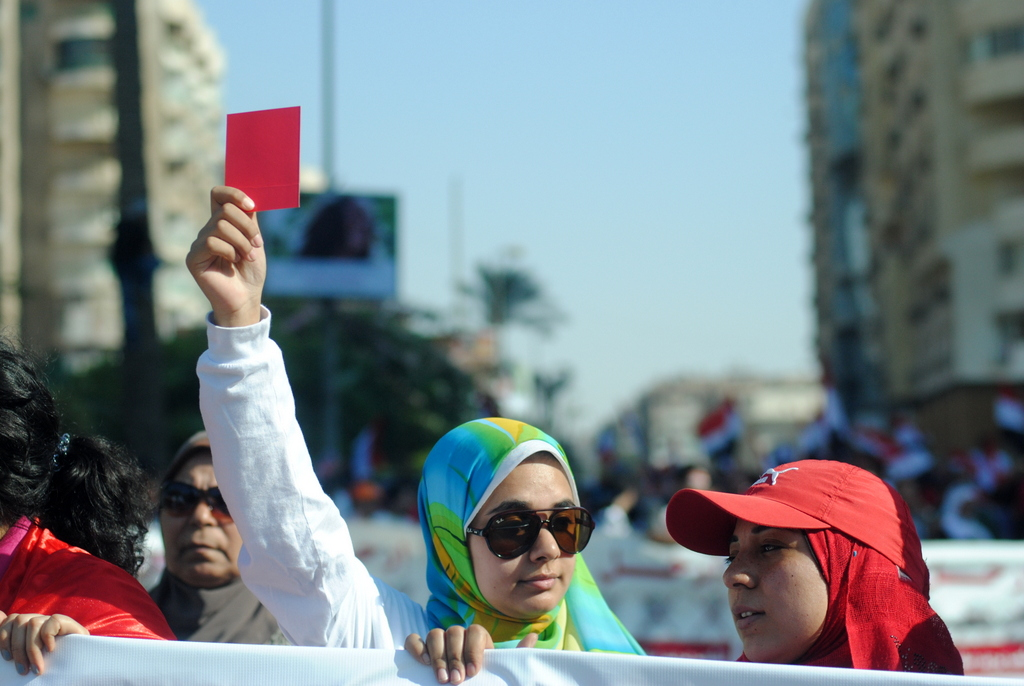
متظاهرة ترفع الكارت الأحمر تعبيرًا عن رفض حكم الرئيس السابق محمد مرسي في مظاهرات 30 يونيو 2013

خرجت مظاهرات المنددة بحكم محمد مرسي في 30 يونيو 2013 وقد شاركت المرأة المصرية فيها بأعداد ضخمة، فخرج عبد الفتاح السيسي ببيان عزل مرسي يوم 3 يوليو 2013، وقد كان السيسي وزير الدفاع في ذلك الوقت. ثم قام بتقديم استقالته والترشح لمنصب الرئيس عام 2014 ليفوز بنسبة 96.9% من الأصوات الصحيحة.
طالب السيسي بإصدار قانون يمنع الطلاق الشفوي وأن يكون الطلاق أمام مأذون شرعي، وهو ما عارضته هيئة كبار العلماء بالأزهر.
 منصب الوزير 
بلغ عدد من تولين مناصب وزارية في عهده حتى الآن 15 وزيرة هم: (1) نجلاء الأهواني، (2) ناهد العشري، (3) ليلى راشد اسكندر، (4) غادة والي، (5) هالة يوسف، (6) سحر نصر، (7) نبيلة مكرم عبد الشهيد، (8) داليا خورشيد، (9) هالة حلمي السعيد، (10) رانيا المشاط، (11) إيناس عبد الدايم، (12) هالة مصطفى، (13) ياسمين فؤاد، (14) نيفين القباج، (15) نيفين جامع.
منصب المحافظ 
قام السيسي بتعيين نادية عبده في منصب محافظ البحيرة وهي بذلك أول سيدة تشغل منصب محافظ في تاريخ مصر. وفي 2018 قام بتعيين منال ميخائيل في منصب محافظ دمياط لتصبح أول سيدة مسيحية تتقلد هذا المنصب.
 منصب مستشار رئيس الجمهورية 
أصدر السيسي قراراً جمهورياً في 5 نوفمبر 2014، بتعيين فايزة أبو النجا مستشاراً لرئيس الجمهورية لشئون الأمن القومي، لتصبح السيدة الأولى في مصر التي تتولى هذا المنصب.
برامج التضامن الاجتماعي
- برنامج مستورة لدعم وتمكين المرأة المعيلة عن طريق قروض متناهية الصغر تساعدها كي تصبح عنصراً منتجاً وفاعلاً في المجتمع بدلاً من متلقية للدعم.[67]
- مبادرة مصر بلا غارمين وهي مبادرة لسداد ديون الغارمين والغارمات والإفراج عنهم بعد أن صدرت ضدهم أحكام قضائية بالسجن.[68]
- برنامج مودة: لتدريب وتعريف الشباب المقبل على الزواج بالطرق الصحيحة لحماية الأسرة ومواجهة ظاهرة تفككها.[69]
- برنامج تكافل وكرامة وهو برنامج دعم نقدي مشروط لمكافحة الفقر، ومد مظلة الحماية الاجتماعية للفئات الأولى بالرعاية في المجتمع من أسر فقيرة أو مسنين أو أيتام أو من يعانون من عجز كلي أو جزئي يعوقهم عن العمل.[70]

## اجتماعيًا

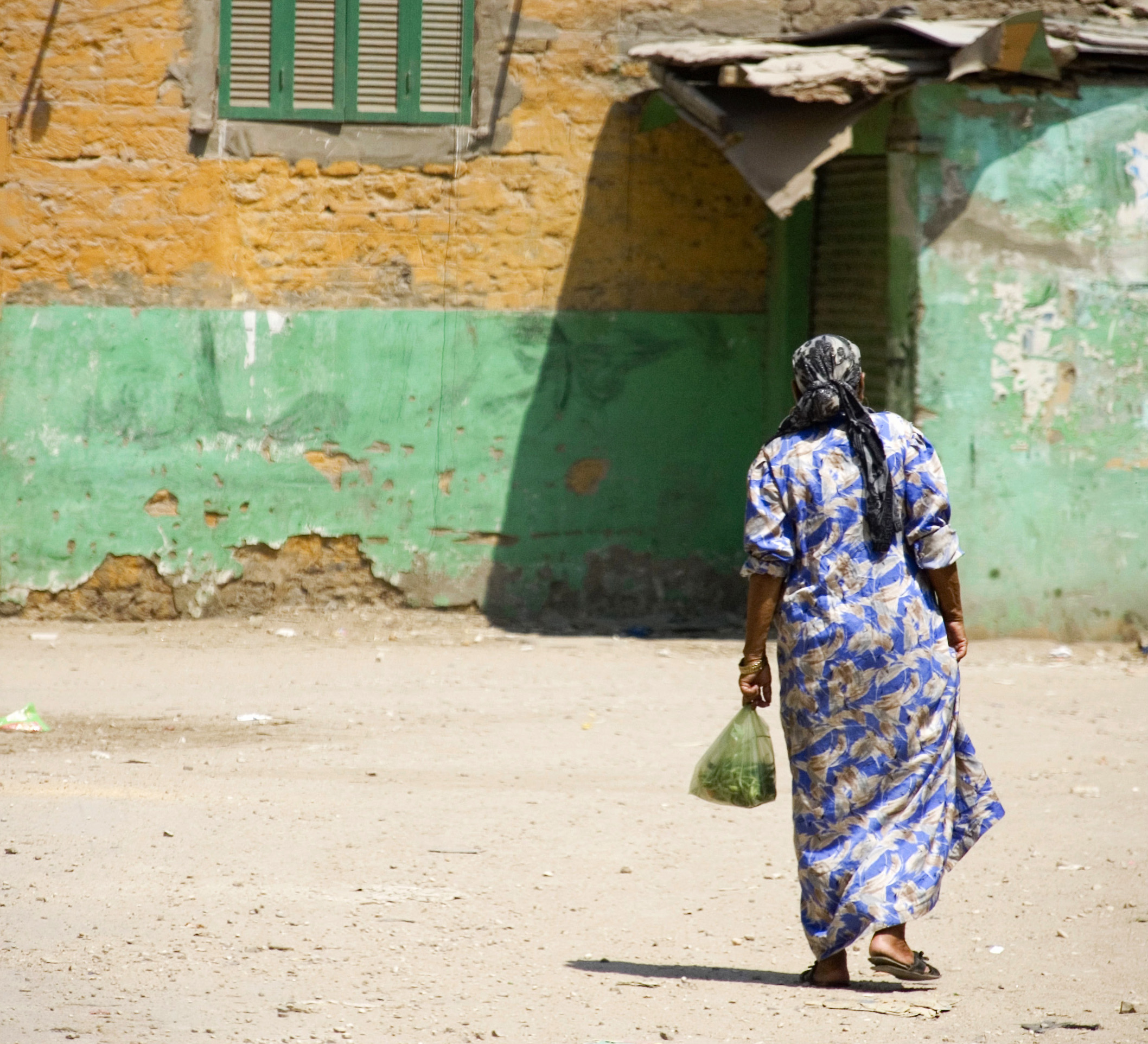
مرأة مصرية في أحد شوارع القاهرة 2006

يقدّر عدد الإناث داخل مصر بـ 44.1 مليون نسمة بنسبة 49% في مقابل 45.9 مليون نسمة للذكور بنسبة 51% وذلك حسب تقرير الجهاز المركزي للتعبئة العامة والإحصاء عام 2016.

### الصحة
| 7–8 أطفال 6–7 أطفال 5–6 أطفال 4–5 أطفال | 3–4 أطفال 2-3 أطفال طفل أو اثنين 0–1 طفل |

| 6% 12% 18% 24% 30% 36% | 42% 48% 54% 60% 66% 72% | 78% 84% 86% لا توجد بيانات |

دول العالم حسب معدل الخصوبة عام 2012 ومصر تظهر باللون الأخضر.
7–8 أطفال
6–7 أطفال
5–6 أطفال
4–5 أطفال
3–4 أطفال
2-3 أطفال
طفل أو اثنين
0–1 طفل

النسبة المئوية للسيدات اللاتي يستخدمن الوسائل الحديثة لتحديد النسل (2010)، وتظهر مصر باللون الأزرق الذي يعبر عن نسبة 60%)
6%
12%
18%
24%
30%
36%
42%
48%
54%
60%
66%
72%
78%
84%
86%
لا توجد بيانات

يبلغ متوسط العمر للإناث 72.9 سنة مقابل 70.1 سنة للذكور عام 2015. ويقدر معدل الخصوبة في مصر بـ 3.5 طفل لكل سيدة.
وعند سؤال مجموعة من الفتيات تتراوح أعمارهن بين 16-19 سنة عن فترة الخصوبة، أجابت 15% فقط منهن إجابات صحيحة. أما عن وسائل منع الحمل فقد اتضح أن 5% كن يعرفن الواقي الذكري، وأن 0.6% فقط يعرفن بوجود أمراض منتقلة جنسيًا غير مرض الإيدز، و30% منهن لم يكنّ يعرفنّ بوجود أمراض تنتقل عن طريق الجنس أصلًا. وتشير الإحصاءات إلى أن حوالي 50-60% من السيدات المتزوجات يستخدمن الوسائل الحديثة لمنع الحمل. وقد تضاعف استخدام الوسائل خلال السنوات العشرين الأخيرة. وقد زاد انتشار استخدام اللولب بشكل مطرد من 4% إلى 30% في خلال هذه الفترة بحيث أصبح استخدامه يصل إلى ثلاثة أضعاف أقراص منع الحمل التي قل استخدامها بشكل ملحوظ. ويبلغ استخدام وسيلة منع الحمل بالحقن الهرمونية حوالي 2.5% بينما يستخدم الواقي الذكري بنسبة 1.5% فقط.
وقد ارتفعت نسبة الأمهات اللاتي حصلن على رعاية طبية أثناء فترة الحمل من 74.2% عام 2008 إلى 90.3% عام 2014. كما ارتفعت نسبة الولادات -التي تمت بمساعدة طبية- من 87.9% عام 2008 إلى 91.5% عام 2014، فيما ارتفع معدل الولادات القيصرية من 28% عام 2008 إلى 52% عام 2014. وبذلك تتخطى مصر دولة البرازيل التي بلغت فيها نسبة العمليات القيصرية %50 وكانت اعلى نسبة في العالم وذلك مقارنة بالولايات المتحدة ٕوانجلترا 25%. وتتسبب هذه الكارثة في تزايد الخطورة المحتملة من مضاعفات التخدير ومضاعفات الالتهابات الباطنية وتجلط الدم، ثم المضاعفات اللاحقة ومنها فتق البطن بعد العملية أو انفجار الرحم خلال الحمل أو الولادة التالية.
وتصل معدلات وفيات الأمهات بسبب الحمل والولادة إلى 33 وفاة لكل 100.000 حالة حمل وولادة عام 2015. وقد وجدت دراسة أن حوالي 8% فقط من الوفيات يقع بسبب عوامل لا يمكن تجنبها، بينما كانت أهم العوامل التي يمكن تجنبها هي نقص الرعاية الطبية والمتابعة أثناء الحمل والتأخر في الحصول على الخدمة الطبية.
وعلى الرغم من الانطباع السائد بعدم انتشار الإجهاض في مصر إلا أن الدراسات تشير إلى أن 14% من المصريات قد لجأن إلى إلى الإجهاض مرة واحدة على الأقل طوال حياتن. ويزداد اللجوء إلى الإجهاض مع زيادة سن السيدة ومدة الزواج وعدد الأولاد وضعف تعليم الزوج. بينما لم يكن هناك ارتباط بين الإجهاض ومستوى تعليم السيدة وعملها أو المستوى الاقتصادي والاجتماعي. وتُجري السيدات عمليات الأجهاض بأنفسهن باستخدام الأدوية أو اللجوء إلى بذل مجهود زائد (كالقفز من أماكن عالية أو حمل أحمال ثقيلة) أو عن طريق إدخال جزء من بعض النباتات أو ريش الطيور أو أسياخ معدنية داخل الرحم عن طريق المهبل.
وكانت نتائج دراسة أجريت على النساء داخل بيوهن أن 5% فقط من النساء كن لا يعانين من أية أمراض خاصة بالجهاز التناسلي. نصف النساء كن يعانين من مرضين في نفس الوقت، وخُمس النساء كن يعانين من ثلاثة أمراض أو أكثر. ونصف النساء يعانين من الأمراض المنقولة عن طريق الجنس، وكذلك فإن ثلثي النساء كن يعانين من سقوط في الجهاز التناسلي.
وتعاني حوالي 45.6% من الفتيات في مصر من درجة أو أخرى من الأنيميا. وتزداد معدلات انتشار الأنيميا بين الفتيات تدريجيًا حتى تصل إلى أعلى معدلاتها (حوالي 60%) عند سن 19 سنة. وتعاني أكثر من ربع النساء في مصر من مرض ارتفاع ضغط الدم المزمن، وتتلقى 6% من المريضات فقط علاجًا فعالًا لمرضهن.
ولا يتلقى الأطباء في مصر أي تدريب على التعامل مع المشاكل الجنسية للسيدات. فإن منهج التعليم الطبي في معظم الجامعات لا يشمل الصحة الجنسية. فقط أظهرت دراسة حول موقف الأطباء حول مناقشة المشاكل الجنسية مع المترددات على عيادات تنظيم الأسرة أن الأطباء يحجمن عن مناقشة تلك الأمور خوفاً من التسبب في إحراج المريضات. كذلك فإن النظام الصحي في مصر يخلو من بروتوكول واضح للتعامل مع ضحايا العنف الجنسي (الاغتصاب) مثل المشورة والعلاج النفسي واختبار انتقال العدوى عن طريق الجنس وكذلك تقديم الوسيلة المناسبة لمنع الحمل.

### التعليم
رغم خلو النصوص المقدسة في دين الإسلام (القرآن والأحاديث النبوية) من ما يمنع أو يحرم المرأة المسلمة من التعليم، أو العمل الذي يترتب بالضرورة عليه. إلا أن عملية تعليم وعمل المرأة بقيت غير شائعة أو مقبولة في عهد الدولة الإسلامية في مصر شأنها في ذلك شأن كل المجتمعات العمرانية القديمة. وبمرور الوقت ، أصبح هذا الوضع جزءًا لا يتجزأ من الأعراف ، ولم يجد من علماء المسلمين المؤثرين في الحياة العامة إدانة له ، بل كان صمتهم علامة على القبول به ، الأمر الذي جعل عامة المسلمين يعتقدون أن الخروج عليه كأنما هو خروج عن أحد تعاليم الدين.
وانتشرت في مصر بعض المدارس التي أقامتها الجاليات الأجنبية مثل مدارس الجالية اليونانية بالإسكندرية والقاهرة وبورسعيد، ومدارس الجالية الألمانية.
وجاءت بداية تعليم المرأة المصرية بشكل منظم على يد محمد علي الذي أنشئت في عهده أول مدرسة لتعليم الفتيات سنة 1832، وأجبر الجند والفلاحين على إلحاق بناتهم بها ، لكنهم رفضوا الخروج عن العادات، فلم يكن أمام المسئولين إلا الجواري ليكنَّ نواة لهذه المدرسة التي بدأت الدراسة بها سنة 1836 لتعليم الفتيات النواحي الطبية ليكن أشبه بطبيبات متخصصات بأمراض الولادة بدلاً من القابلة التقليدية، ولقد تزايد الإقبال على هذه المدرسة بمرور الوقت للمزايا والمكاسب التي تتمتع بها طالباتها خاصة بعد أن صدرت الأوامر بحصول القابلات على ترخيص لممارسة المهنة، لكن ظلت نظرة المجتمع لهن تتصف بالاحتقار وامتنع الرجال عن الزواج منهن، فتكونت شريحة من الفتيات الفقرات المتعلمات والعاملات اللاتي يعانين من الوحدة وغياب الشريك. مما اضطر الوالي إلى إلزام خريجي مدرسة الطب العليا بالزواج من خريجات مدرسة المولدات ، على أن تتولي الدولة تأسيس بيت الزوجية. وظلت مدرسة المولدات هي المدرسة الحكومية الوحيدة في مصر لتعليم البنات حتى عهد الخديوي سعيد.
وفي عهد الخديوي إسماعيل تم إنشاء «المدرسة السيوفية» سنة 1873، وتغير اسمها إلى «المدرسة السنية»، وكانت خريجاتها تحمل الشهادة الابتدائية أسوة بالبنين. وتخرجت منها أول دفعة عام 1900. وظهر في المجتمع المصري من يدافع عن قضية تعليم البنات، وكان السبق للشيخ رفاعة الطهطاوي والإمام محمد عبده وقاسم أمين والشيخ مصطفى عبد الرازق.
وأُقيمت أول جامعة مصرية حكومية عام 1908 تحت اسم «الجامعة المصرية» ثم «جامعة فؤاد الأول» فؤاد الأول، إلا أن الجامعة قد حظرت التحاق النساء بها، حتى أواخر العشرينيات، حيث فتحت كلية الطب أبوابها للإناث عام 1928، وحدث المثل مع كلية الآداب وكلية الحقوق سنة 1929. فسُطِرَ عام 1933 فصلاً جديدًا في حياة المرأة المصرية بحصول نعيمة الأيوبي على شهادة ليسانس الحقوق وممارسة مهنة المحاماة رغم رفض الذكور في ذلك الوقت انضمامها لصفوفهم وإعاقة قيدها في سجلات المحامين، ولكنها لم تستسلم وبعد مناقشات مستفيضة حصلت على أحقيتها لتصبح أول محامية في تاريخ نقابة المحامين المصريين. وأتيح للإناث الالتحاق بكلية التجارة عام 1936، وكلية الهندسة عام 1945 فتخرجت منها الطالبة أمينة الحفني لتصبح أول مهندسة تتخرج من جامعة مصرية عام 1950.وأُتيحت كلية الطب البيطري للإناث عام 1947، وكلية دار العلوم عام 1953. ووالتحقت الإناث بجامعة الأزهر الشريف عام 1962، وأصبح تعليم الفتاة حقاً تكفله الدول وفق المادتين 18، 20 من دستور 1971.
وفي العام الدراسي 2005\2006 مثلت الإناث حوالى 49% من إجمالى المقيدين بالتعليم الثانوي و 48% بالتعليم الإعدادي، كما مثلت الإناث حوالى 41.5% من إجمالى المقيدين بالتعليم قبل الجامعي (الأزهري).
ولكن حتى اليوم وفي المناطق العشوائية والريفية يؤدي غياب خدمات التعليم وضيق موارد الأسرة إلى إحجام الآباء عن تعليم الفتاة والاكتفاء بتعلم الولد.

### العمل
أصدرت منظمة العمل العربية أول اتفاقية بشأن المرأة العاملة وهي الاتفاقية رقم 5 لسنة 1976 التي نصت على مساواة المرأة والرجل في كل تشريعات العمل في كافة القطاعات، ومساواة المرأة والرجل في كافة شروط وظروف العمل والأجور، وحقوق المرأة العاملة أثناء الحمل والوضع وتربية الأطفال. فينص القانون والدستور المصري على المساواة بين الرجل والمرأة في أحكام التشغيل فلا تميز قوانين العاملين بين الرجل والمرأة في سن الإحالة للتقاعد أو في الحق في مكافأة نهاية الخدمة أو المعاش أو أي استحقاقات مالية أخرى مترتبة على الاستقالة أو التقاعد، مع حظر تشغيل المرأة في ما يقرب من 30 وظيفة لاعتبارها أعملًا ضارة جسديًا وأخلاقيًا. ويحظر تشغيل النساء ليلًا من الساعة 7 مساءًا حتى 7 صباحًا مع بعض الاستثناءات. وعدم سريان القوانين الخاصة بتشغيل النساء على العاملات بمهنة الزراعة.
وحسب القانون المصري فللأم العاملة الحق في إجازة وضع مدتها ثلاثة أشهر بعد الوضع بأجر كامل، وفي جميع الأحوال لا تستحق العاملة هذه الإجازة لأكثر من ثلاث مرات طوال مدة خدمتها، ويحظر فصل العاملة أثناء إجازة الوضع. ويحظر على صاحب العمل تشغيل الحامل ساعات عمل إضافية بدءًا من الشهر السادس من الحمل. ويكون للعاملة التي ترضع طفلها الحق في فترتين من الراحة لهذا الغرض لا تقل كل منهما عن نصف ساعة خلال ساعات العمل. يلتزم صاحب العمل الذي يستخدم مائة عاملة فأكثر في مكان واحد بإنشاء دار حضانة، أو أن يعهد إلى دار حضانة موجودة فعلاً بإيواء أطفال العاملات.
لكن على الرغم من الحماية التي تقررها القوانين للمرأة العاملة لضمان حقوقها، إلا أن الواقع العملي يشير إلى أن المرأة المصرية لا تزال تعاني من صور التمييز ضدها في مواقع العمل، كما تعاني من حرمانها من ممارسة بعض الوظائف العامة التي هي حق للمواطنين جميعاً. لكن هذا التمييز والحرمان واقعي لا يسنده شرع أو قانون.
وتقرر المادة 74 من قانون الطفل عقوبة الغرامة التي لا تقل عن مائة جنية ولا تزيد على خمسمائة جنيه لكل من يخالف الأحكام الخاصة برعاية الأم العاملة. وهي عقوبة خفيفة تجعل من قوانين حماية المرأة العاملة حبرًا على ورق.
ورغم عودة المرأة المصرية للنزول لساحة العمل بجوار الرجل محاربة بكل قوة في سبيل تحقيق طموحاتها وتتحمل الأعباء الاقتصادية لأسرتها. حيث تعول المرأة 32% من الأسر المصرية، ووفقاً لآخر إحصائيات القوى العاملة، تمثل 23.2% من قوة العمل في القطاع الرسمي و70 % في القطاع غير الرسمي ، إلا أن رؤية المجتمع المصري لقضية عمل المرأة وخروجها هي رؤية قاصرة ولا يعترف بها المجتمع إلا في حالات الضرورة الاستثنائية كالحاجة الاقتصادية تماما مثل الاعتراف بضرورة تعليم الفتيات ولكن فقط لتربية الأولاد ولزوم البيت .
وقد تولت المرأة المصرية في السنوات الأخيرة وظائف كانت حكراً على الرجال وحدهم، على الرغم من عدم حظر القانون تولي هذه الوظائف من جانب المرأة، مثل العمل بالقضاء العادي وفي وظائف العمد والمشايخ ووظيفة المأذون. وإذا كانت هناك بعض الوظائف لا تزال من الناحية الواقعية حكراً على الرجل دون المرأة، فلا يستند هذا الاستبعاد إلى نصوص قانونية تحظر، وإنما إلى ثقافة المجتمع والعادات والتقاليد أو اعتبارات الملاءمة السياسية أو الإدارية.

## قانونيًا

### قانون الانتخابات ومباشرة الحقوق السياسية

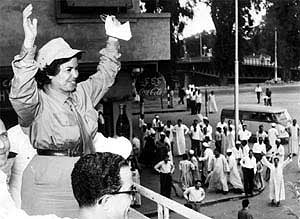
راوية عطية أول نائبة برلمانية مصرية وعربية

حصلت المرأة المصرية على حقها في الترشيح والانتخاب في انتخابات مجلسي الشعب والشورى والمجالس الشعبية والمحلية عام 1956 في التعديل الدستوري الذي تَبِع ثورة يوليو 1952. وذلك بعد نضال طويل واعتصام خاضته درية شفيق ورفيقاتها. وبناء عليه رشحت راوية عطية نفسها لعضوية مجلس الأمة (الاسم السابق لمجلس الشعب المصري) في الانتخابات التي وقعت سنة 1957 عن دائرة الدقي بمحافظة القاهرة وكانت تبلغ من العمر 31 عامًا. حيث نجحت راوية ودخلت التاريخ باعتبارها أول امرأة في مصر والدول العربية كلها تنجح في الانتخابات البرلمانية وتصبح عضو في البرلمان .
وفي عام 1979 تم تخصيص 30 مقعداً برلمانيًا للنساء كحد أدنى وبواقع مقعد على الأقل لكل محافظة ولم يَسمح هذا القانون للرجال بالتنافس علي هذه المقاعد. الأمر الذي دفع نحو 200 سيدة للترشيح في انتخابات 1979 وقد فازت 30 منهن بالمقاعد المخصصة للنساء وبثلاث مقاعد أخرى من المقاعد غير المخصصة لهن بالإضافة إلي ذلك، عين رئيس الجمهورية سيدتين ضمن قائمة العشرة أعضاء التي يحق لرئيس الجمهورية تعيينهم حسب الدستور، وبهذا أصبح إجمالي النائبات 35 بنسبة 8 % من إجمالي عدد الأعضاء.
وفي عام 2005 فاز في الانتخابات 18 نائبة بنسبة 3.9 %. وفي تقرير المنتدى الاقتصادي العالمي عام 2008، وصلت مصر في مستوى التمكين السياسي للمرأة إلى المرتبة 124 من 130 دولة تناولها التقرير، وحصلت مصر على المرتبة 122 من حيث وضع المرأة في البرلمان.
وفي عام 2009 صدر قانون ينص على زيادة نسبة مشاركة المرأة في الانتخابات واعتماد نظام الكوتة في انتاخابات 2010 بتعيين 64 نائبة ليست لهن علاقة بالحياة السياسية ولا بالقضايا المهمة للمرأة من تعليم والحماية الاقتصادية والتمكين السياسي إلى مقاعد البرلمان، فكنّ اوراق تتحرك لمصالح النظام
الحاكم.
ثـم صـدر مرسوم بقانون بإلغاء هذا النظام وأسفرت نتائج انتخابات 2011 عـن فوز 9 نائبات في البرلمان منهن اثنتين معينتين وسبع منتخبات بنسبة 1.5%. الأمر الذي يدل على تراجع تمثيل المرأة في البرلمان عدديًا.
وبعد ثورة 25 يناير 2011، أسهمت الأحزاب السياسية في تقليص فرص المرأة ببرلمان الثورة عام 2012، حيث لم تقدم سوى أعداد قليلة من كوادرها النسائية كمرشحات، ولم تتح لهن موقعا متقدما على قوائمها الحزبية. من بين 984 سيدة ترشحن في دوائر مختلفة في انتخابات مجلس الشعب في 2011/ 2012، لم تفز سوى سيدتين فقط عن طريق صناديق الاقتراع، لتقع مصر في إحراج كبير بسبب حجم التمثيل النسوي الضعيف في البرلمان، يضطر بعدها المجلس العسكري لتعيين 9 سيدات، ليصبح التمثيل النسائي في أول برلمان مصري بعد الثورة 2%. وبدلًا من أن يقوم البرلمان بمناقشة القضايا المتعلقة بالمرأة والفئات المهمشة، فقد تقدم أعضاء مختلفين بالبرلمان ومنتمين للأحزاب السلفية وجماعة الإخوان بطلبات تعديل قوانين تخص حقوق المرأة، فطالب أحد الأعضاء بإلغاء قانون الخلع، وطالب آخر بتخفيض سن الحضانة إلى 7 سنوات وطالب عضو ثالث بإلغاء قوانين تجريم ختان الإناث. كما طالبت النائبة عزة الجرف (نائبة عن حزب الحرية والعدالة) بأن ينص القانون فقط على منع الختان خارج المستشفيات. كما تقدمت بمقترح لإلغاء قانون التحرش الجنسي معللة ذلك بأن النساء هن السبب في التحرش بسبب العري، وبالتالي فالمتحرش غير مخطئ. وتقدم حزب النور بمشروع قانون لتخفيض سن الزواج من 18 إلى 16 عامًا. وتم حفظ هذه المقترحات.
وفي نفس العام وفي الانتخابات الرئاسية تقدّمت الإعلامية بثينة كامل كمرشحة محتملة للرئاسة في الفترتين، ولكنها لم تنجح في جمع التوكيلات المطلوبة لتدخل سباق الرئاسة أصلًا.
و احتلت مصر المركز الأول على مستوى تراجع الدول في مكانة المرأة السياسية، كما احتلت المركز 95 من بين 125 دولة من حيث وصول النساء للمناصب الوزارية، نظرا للتمثيل الهزلي بنسبة 10% فقط في الوزارة، كما احتلت مصر المركز الأخير من حيث تقلّد المرأة لمنصب المحافظ بواقع عدد (صفر) من السيدات في منصب المحافظ.

### القانون المدني
يساوي القانون المدني بين الرجل والمرأة في مصر نظريًا وفي معظم مواده، بينما يظهر التمييز ضد المرأة واضحًا في العديد من المواد، وتناضل الجمعيات والمراكز المهتمة بحقوق المرأة من أجل تطبق ما نصت عليه العديد من الاتفاقيات الدولية التي شددت على إلغاء التمييز ضد المرأة، وكان أهمها اتفاقية «السيداو» لإلغاء كافة أشكال التمييز ضد المرأة.

#### قانون الاغتصاب
ألغى القانون الجنائي المصري المواد المتعلقة بالإعفاء من عقوبة جريمة الاغتصاب إذا تزوج الجاني المُعتَدَى عليها، منذ عام 1999. ولكن تبقى المادة «17» من قانون العقوبات أحد أبرز قوانين التمييز ضد المرأة، لأنها تعطى القاضى سلطة استعمال الرأفة في أقصى درجاتها بما في ذلك جرائم الاغتصاب الجنسي ، فيمكن للقاضي أن يخفف العقوبة بمقدار درجتين عن العقوبة المقررة، ما يؤدى إلى انعدام العدالة في الأحكام.

#### قانون حرية التنقل والمنع من السفر
وحتى عام 2000 لم يكن للمواطنة المصرية أن تقوم باستخراج جواز سفر أو تجديده إلا بحضور زوجها وتوقيعه بالموافقة على سفرها، كما كان يحق لشقيق أو والد الزوج أن ينوبا عنه أمام مصلحة وثائق السفر إن كان الزوج خارج البلاد. وكان للزوج القدرة على منع زوجته من السفر بمجرد إخطار يرسله إلى وزارة الداخلية. وكانت إحدى أشهر واقعة للمنع من السفر نزولا على رغبة الزوج، هي واقعة منع موظفة بالخارجية وأستاذة جامعية وطبيبة كن يعزمن السفر للمشاركة في مؤتمر بالخارج، اتجهن للمطار وعدن دون سفر حين وجدن أسمائهن على القوائم وكأنهن مجرمات فارات من العدالة. فقامت الأستاذة الجامعية المتضررة من المنع بالسفر برفع قضية أمام القضاء الإداري وأحيلت القضية إلى المحكمة الدستورية وقضت المحكمة يوم 4 نوفمبر عام 2000 بعدم دستورية القانون السابق، فأثير جدل فقهي حال صدور الحكم وشنت حملة في الإعلام تحذر من هدم الأسرة المصرية وامتلأت الفضائيات بشيوخ يدينون الحكم باعتباره مخالفا للشريعة لكن الحكم كان نهائيا. لكن لم يُسقط حكم المحكمة الدستورية حتى يومنا هذا حق الزوج في منع الزوجة من السفر نهائيًا، فقد يلجأ الزوج إلى محكمة الأحوال الشخصية في محاولة لاستصدار حكمًا بمنعها من السفر ، مستخدمًا في ذلك حق شرعي يعرف باسم «حق الاحتباس» في الشريعة الإسلامية. ولكن الأمر لم يعد سهلًا كما كان من قبل.

#### قوانين الزنا
يميز القانون المصري بين الرجل والمرأة في شروط تحقق واقعة الزنا، فالمرأة المتزوجة تعاقب على فعل الزنا أياً كان مكان وقوعه (في منزل الزوجية أو خارجه)، أما إذا زنا الزوج في غير منزل الزوجية، فلا تتحقق بالنسبة له جريمة الزنا، إلا إذا كان قد زنا بامرأة متزوجة، أما إذا ارتكب الزنا في خارج منزل الزوجية مع امرأة غير متزوجة، فلا تقوم في حق أي منهما جريمة الزنا.
ويميز القانون بين الرجل والمرأة في العقوبة، فالمرأة التي ثبت زناها، تعاقب بالحبس سنتين طبقاً للمادة 274 من قانون العقوبات، أما الزوج الذي ثبت زناه في منزل الزوجية، فيعاقب بالحبس ستة أشهر طبقاً للمادة 277.
ويخفف قانون العقوبات كذلك عقاب الزوج الذي يفاجئ زوجته حال تلبسها بالزنا فيقتلها هي وشريكها، إذ لا تطاله العقوبات المقررة للقتل العمد أو للضرب المفضي إلى الموت، وإنما يعاقب بالحبس مدة 24 ساعة فقط، ويعلل التخفيف في هذه الحالة بحالة الغضب والاستفزاز التي تسيطر على الزوج. ولا يتم تخفيف عقوبة الزوجة التي تجد زوجها متلبساً بالزنا أبدًا.

#### قوانين ضرب الزوجة
وتنص المادة (60) من قانون العقوبات على: «لا تسرى أحكام قانون العقوبات على كل فعل ارتكب بنية سليمة عملاً بحق مقرر بمقتضى الشريعة».
وتستخدم هذه المادة بشكل كبير في قضايا ضرب الزوجات مما يساعد كثير من الازواج علي الافلات من العقاب. فيستطيع الرجل المصري ضرب زوجته أو ابنته طالما كانت نيته سليمة. ولم يكتف القانون بمنع المرأة من أخذ حقها إذا تم ضربها، ولكنه أيضًا سحب منها أحقيتها في الدفاع عن نفسها إذا تم ضربها، فاستثناها القانون بشكل غير مباشر من حق الدفاع الشرعي عن النفس إذا ضربها زوجها، لأن مادة رقم (246) من نفس القانون اشترطت أن الدفاع الشرعي عن النفس يكون ضد جريمة، ولكن بما أن القانون الذي تم ذكره بالأعلى يبيح للرجل ضرب المرأة، فهو لا يعتبر ضربها جريمة تستوجب عليها الدفاع عن نفسها، بل على العكس، إذا قامت المرأة هنا بالدفاع عن نفسها قد تصبح في نظر القانون متهمة.

### الأحوال الشخصية

#### الطلاق
على المرأة التي ترغب في الطلاق لوقوع الضرر بها، أن تأتي بشهود على هذا الضرر (مادة رقم 6 في الباب الرابع للقانون رقم 25). وللزوج المصري الحق في تطليق زوجته في أي وقت يشاء وبدون إبداء أسباب لأي شخصٍ كان. ومن ضمن الضرر الذي يمكن أن تطلب الزوجة لأجله الطلاق هو معرفتها بزواج زوجها من أخرى، ولكن يسقط هذا الحق عنها في حالة مرور سنة على تاريخ معرفتها.

#### الخلع
الخُلع هو أن تطلق الزوجة نفسها بشرط أن تعيد ما أعطاها الزوج من مهر بشرط أنيكون الزوج دون عيوب أو دون أن تصدر منه إساءة إليها، ولكن في حالة إذاكانت الزوجة متضررة من الزوج يعطى كل حقوقها، وقد وُضِعَ قانون الخلع في مصر عام 2000.
وكانت أول سيدة مصرية تقوم برفع دعوى خلع من زوجها فتاه من طنطا اسمها (وفاء جبر) في العقد الثالث من عمرها قامت برفع الدعوى في 12 مارس 2000 م أمام محكمة طنطا للأحوال الشخصية واستطاعت (وفاء جبر)عروس طنطا أن تكون هي أول امرأة مصرية تقف أمام القضاء المصرى تطلب خلع زوجها فور موافقة الحكومة المصرية على التقاضى بقانون الخلع ومنح الزوجة الحق بخلع زوجها إذا استحالت الحياة بينهما . وكانت الممثلة (هالة صدقى) صاحبة أول قضية خلع في الديانة المسيحية . وهي أول زوجة مسيحية في مصر تحصل على حكم قضائى بخلع زوجها.
وبعد مرور سنتين من صدور قانون الخلع صدر تقرير قضائي تناول الأحوال الشخصية بمدينة الإسكندرية، وقد أكد التقرير ان مدينة الإسكندرية شهدت خلال شهر مايو من اعم 2002 أكثر من 395 قضية خلع و500 قضية أخرى خلال شهر يونيو أقامتها الزوجات ضد الأزواج.
وكانت محكمة جنوب القاهرة للأحوال الشخصية قد شهدت حالات خلع من زوجات أجنبيات ضد أزواج مصريين بلغ عدد لقضايا التي أقامتها الزوجات حوالى 70 قضية لتشكل حوالى 1.5 % من إجمالى قضايا الخلع التي أقامتها الزوجات منذ مارس 2000 وحتى يوليو 2002 حسب احصائيات وزارة العدل المصرية التي أكدت أن عدد قضايا الخلع بلغ حوالى 5 الآف قضية منهن 70 قضية لزوجات من جنسيات غير مصرية.

## الوضع الحالي

### العنف الجنسي
في استطلاع عام 2010 على حوالي 1,010 امرأة من قبل المركز المصري لحقوق المرأة، قالت 98% من النساء الأجنبيات وحوالي 83% من النساء المحليات أنهن قد تعرضن للتحرش الجنسي في مصر، وقال ثلثي الرجال بأنهم قد قاموا بمضايقة النساء. كما تم استهداف النساء اللواتي يرتدين الزي المحافظ، أو الحجاب الإسلامي أو النقاب. في عام 2013، أفادت هيئة الأمم المتحدة للمساواة بين الجنسين وتمكين المرأة أن 99.3% من النساء المصريات تعرضن لشكل من أشكال المضايقة الجنسية.
أفادت هيومن رايتس ووتش حصول 91 اعتداءً جنسياً في أربعة أيام من 30 يونيو عام 2013 أثناء احتجاجات ميدان التحرير، فضلاً عن 19 حالة اعتداءات جنسية في يناير. وقال نائب مدير قسم الشرق الأوسط في هيومن رايتس ووتش إن الاعتداءات الجنسية كانت «تحول دون تقدم المرأة من المشاركة الكاملة في الحياة العامة في مصر عند نقطة حرجة في تنمية البلاد». وفي 4 يونيو من عام 2013، تم سن قانون يجرم التحرش الجنسي لأول مرة في التاريخ المصري الحديث ووافق عليه الرئيس المؤقت عدلي منصور.
في عام 2020، جاءت مصر مع أكثر من 100 حالة مزعومة من التحرش الجنسي والاعتداء والاغتصاب ضد طالبة جامعية سابقة. وقد أثار ذلك حملة مجددة في البلد الذي تتفشى فيه حالات التحرش والاعتداء الجنسي.

### جرائم الشرف
تحدث جرائم الشرف في مصر بشكل متكرر نسبياً، لأسباب مثل مقابلة امرأة لرجل لا تربطها به صلة، حتى لو كان هذا ادعاءً فقط؛ أو بسبب الزنا (حقيقي أو مشتبه به).

### الختان

خريطة توضح معدلات انتشار الختان في الدول الأفريقية، وتظهر مصر باللون البني الذي يشير إلى نسبة 90-100%

ختان الإناث أو  تشويه الأعضاء التناسلية الأنثوية بحسب منظمة الصحة العالمية، وهو عملية تتضمن إزالة جزئية للأعضاء التناسلية الأنثوية دون وجود سبب طبي لذلك.، وتعد مصر هي أكثر الدول من حيث عدد الفتيات اللاتي أجريت عليهم العملية حول العالم. وأغلب الإناث التي تجرى عليهن عملية الختان لم يتعدين الخامسة من العمر. يمارس الختان باعتباره أحد الطقوس الثقافية أو الدينية؛ لكن أصوله مجهولة:1003 وتوزعها الجغرافي يشير إلى ظهور الممارسة في السودان، ويظهر أنها مورست لدى الفراعنة.
في عام 1996، صدر قرار وزاري بحظر ختان الإناث في المرافق الصحية العامّة والخاصّة في مصر، وتم إدخال تعديل قانوني عام 2008 يجرّم إجراء الختان على أي فتاة ويحدد عقوبتها بالحبس من ثلاثة أشهر إلى سنتين أو بالغرامة. وكان الحظر جاء مع جهود حكومية وغير حكومية لرفع الوعي بالآثار السلبية لهذه الممارسة على صحة الفتاة والمرأة من انتقاد هذه الممارسة عبر برامج بُثت عبر الإذاعة وتدشين مشروعات مجتمعية لرفع وعي النساء وقادة المجتمع. كما أن الزعامات الدينية متمثلة في شيخ الأزهر والبابا شنودة الثالث قد صرحا مراراً وتكرارًا بأن ختان الإناث ليس مما يفرضه الإسلام أو المسيحية. وبالرغم من انضمام مصر لاتفاقية القضاء على جميع أشكال التمييز ضد المرأة (CEDAW) فإن هناك فجوة واضحة بين صحة المرأة وصحتها الإنجابية في مصر وبين نصوص الإتفاقية.
فعلى الرغم من هذه الجهود، فإن هناك قصورا شديدا في وعي النساء والرجال، وكذا مقدمي الرعاية الصحية، سواء بخصوص العواقب الصحية لختان الإناث أو المفاهيم الخاطئة بشأن العلاقة بين ختان الإناث وعفة المرأة، حيث أن عادة ختان الإناث لا تزال تمارس على نطاق واسع في جميع أنحاء مصر. ففي عام 2008، إتضح أن 91% من جميع النساء بين 15 و 49 سنة قد تعرضن لختان الإناث. وعلى الرغم من أن معدلات ختان الإناث تعد أقل قليلاً لدى النساء ممن هن تحت 25 سنة، فلا تزال نسبتهن تتجاوز 80%، وذلك بسبب اعتقاد نسب عالية من النساء والرجال بوجوب إستمرار هذه الممارسة، فهذه النسب، وبالرغم من انخفاضها عن العقود السابقة، فإنها 64% من النساء و57% من الرجال يعتقدون أن الممارسة يجب أن تستمر، وتحظى هذه الممارسة بدعم أوسع بين النساء في المناطق الريفية عنهن في المناطق الحضرية.
لا تتلقى الأسر المعلومات الصحيحة بخصوص ما يصاحب الختان من مخاطر طبية، فما زالت الغالبية من النساء تعتقد أن الممارسة لا تشكل أي خطر يذكر على صحة المرأة. أما آراء واتجاهات الأطباء والعاملين في مجال الطب فتشكل إشكالية في حد ذاتها، فهم يجرون أكثر من نصف إجمالي عمليات ختان الإناث، ولا يبدو أن مخاطر التجريم تضاهي المكاسب المالية التي يجنونها من عمليات ختان الإناث، كما لا تُثبّت المنظومة الأكاديمية في مصر لدى طلبة كليات الطب أن للمارسات مضاعفات صحية، ولا يرون أنه يشكل انتهاكا لحقوق الإنسان فيظل حوالي نصف الخريجين متقبلين لقناعات تراثية بأن ختان الإناث يمنع انحراف الفتيات أو دخولهن في علاقات جنسية غير شرعية أو أنه يقلل من الرغبة الجنسية لدى المرأة وعليه يساعد في صيانة عفتها و«تأهلها للزواج».
وكانت فتاة تبلغ من العمر 17 عامًا، قد توفيت يوم 26 مايو الماضي، أثناء إجراء عملية ختان أدت إلى حدوث نزيف تبعه هبوط حاد في الدورة الدموية. فأصدرت النيابة قرارا بحبس والدة الفتاة 15 يوما لاتهامها بالقتل الخطأ والتسبب في إحداث جرح أفضى إلى موت ابنتها. ولازالت القضية سارية.